# العصر البرونزي
يمتد العَصْرُ البُرُنْزِيُّ من قرابة 3300 قبل الميلاد إلى 1200 قبل الميلاد، تمَّيز باستخدام البرونز، ووجود الكتابة البدائية في بعض المناطق، وغيرها من السمات المبكرة للحضارة الحضرية. العصر البرونزي هو الفترة الرئيسية الثانية لنظام العصور الثلاث المكون من ثلاثة عصور، والذي اقترحه كريستيان يورجنسن تومسن عام 1836 لتصنيف ودراسة المجتمعات القديمة والتاريخ.
تُعد الحضارة القديمة جزءًا من العصر البرونزي لأنها إما أنتجت البرنز عن طريق صهر النحاس الخاص بها وخلطه بالقصدير أو الزرنيخ أو فلزات أخرى، أو مقايضة العناصر الأخرى بالبرونز من مناطق الإنتاج في أماكن أخرى. يُعد البرنز أكثر صلابةً ومتانةً من الفلزات الأخرى المتاحة في ذلك الوقت، مما سمح لحضارات العصر البرونزي باكتساب ميزة تكنولوجية.
رغم وفرة الحديد في الأرض بشكل طبيعي، فإن درجة الحرارة الأعلى المطلوبة للصهر والمقدرة بـ 1 250 °م، بالإضافة إلى صعوبة العمل مع الفلز، جعله بعيدًا عن متناول الاستخدام الشائع حتى نهاية الألفية الثانية قبل الميلاد. درجة انصهار القصدير المنخفضة تبلغ 231,93 °م ونقطة انصهار النحاس المعتدلة نسبيًا تبلغ 1 085 °م ضمن قدرات أفران الفخار من العصر الحجري الحديث، والتي يعود تاريخها إلى 6 000 قبل الميلاد والتي تمكنت من إنتاج درجات حرارة أعلى من 900 °م. خامات النحاس والقصدير نادرة، إذ لم يكن هناك برنز قصديري في غرب آسيا قبل أن يبدأ تداول البرنز في الألفية الثالثة قبل الميلاد. في جميع أنحاء العالم، خلف العصر البرونزي عمومًا العصر الحجري الحديث، حيث كان العصر النحاسي بمثابة انتقال.
اختلفت حضارات العصر البرونزي في تطورها الكتابي. طورت الحضارات في بلاد الرافدين  ومصر،وفقًا للأدلة الأثرية، أقدم أنظمة الكتابة العملية.
يقال إن العصر البرونزي قد انتهى بانهيار العصر البرونزي المتأخر، وهو وقت انهيار مجتمعي واسع النطاق خلال القرن الثاني عشر قبل الميلاد، بين قرابة 1200 و1150 قبل الميلاد. أثّر الانهيار على مساحة كبيرة من شرق المتوسط والشرق الأدنى، ولا سيما مصر وشرق ليبيا والبلقان وبحر إيجة والأناضول والقوقاز. لقد كان مفاجئًا وعنيفًا ومضطربًا ثقافيًا للعديد من حضارات العصر البرونزي، وأدى إلى تدهور اقتصادي حاد للقوى الإقليمية، وكان ذلك إيذانًا ببدء العصور المظلمة اليونانية.

## استخدام الفلزات

انتشار علم الفلزات في أوروبا وآسيا الصغرى - المناطق الأكثر ظلمة هي الأقدم.

تميز العصر البرونزي باستخدام البرونز على نطاق واسع، على الرغم من أنّ مكان وتوقيت إدخال وتطوير التقنية البرونزية لم يكن متزامنًا عالميًا. تتطلب تقنية تصنيع البرونز والصفيح تقنيات إنتاج محددة، حيث يجب استخراج القصدير، ثم صهره بشكل منفصل، ثم يُضاف إلى النحاس المصهور لصنع سبيكة برونزية. تميز العصر البرونزي بأنه وقت الاستخدام المكثف للفلزات، وتطوير شبكات التجارة. يشير تقرير نُشر في عام 2013 إلى أن أقدم برونز من سبائك القصدير يعود إلى منتصف الألفية الخامسة قبل الميلاد في حضارة الفينكا في بلوشنيك بصربيا، على الرغم من أن هذه الحضارة لا تُعد تقليديًا جزءًا من العصر البرونزي. هناك اختلاف في تحديد تاريخ رقاقات القصدير.

## الشرق الأدنى
كان غرب آسيا والشرق الأدنى أولى المناطق التي دخلت العصر البرونزي، والتي بدأت مع ظهور حضارة سومر في بلاد الرافدين في منتصف الألفية الرابعة قبل الميلاد. مارست الحضارات في الشرق الأدنى القديم الزراعة المكثفة على مدار العام، وطورت أنظمة الكتابة، واخترعت عجلة فخار، وأنشأت حكومات مركزية، ومدونات قانونية مكتوبة، ودولًا مدينة ودولًا وطنية وإمبراطوريات، وشرعت في تشييد مشاريع معمارية متقدمة، وأدخلت التدرج الاجتماعي، والإدارة الاقتصادية والمدنية، والعبودية، ومارست الحرب المنظمة، والطب، والدين. كما وضعت المجتمعات في هذه المنطقة أسس علم الفلك، والرياضيات، والتنجيم.

### أقسام العصر البرونزي في الشرق الأدنى
يمكن تقسيم العصر البرونزي في الشرق الأدنى إلى فترات مبكرة ومتوسطة ومتأخرة. التواريخ والمراحل أدناه تنطبق فقط على الشرق الأدنى وبالتالي فهي غير قابلة للتطبيق عالميًا.
| الفترة                                                                                 | المرحلة                         | التواريخ                | الحضارات والسلالات |
| -------------------------------------------------------------------------------------- | ------------------------------- | ----------------------- | --- |
| العصر البرونزي المبكر (EBA) (3300 – 2100 قبل الميلاد)                                  | العصر البرونزي المبكر الأول     | 3300 – 3000 قبل الميلاد | حضارة نقادة الثالثة – ظهور فينيقيا                                                                                                |
| العصر البرونزي المبكر (EBA) (3300 – 2100 قبل الميلاد)                                  | العصر البرونزي المبكر الثاني    | 3000 – 2700 قبل الميلاد | الأسر المصرية المبكرة – الأسر السومرية الأولى                                                                                     |
| العصر البرونزي المبكر (EBA) (3300 – 2100 قبل الميلاد)                                  | العصر البرونزي المبكر الثالث    | 2700 – 2200 قبل الميلاد | المملكة القديمة – الإمبراطورية الأكدية – الآشورية القديمة – الفترة العيلامية الأولى – دول مدن سومرية – مملكة مارحاشي – حضارة كولي |
| العصر البرونزي المبكر (EBA) (3300 – 2100 قبل الميلاد)                                  | العصر البرونزي المبكر الرابع    | 2200 – 2100 قبل الميلاد | الفترة المصرية الانتقالية الأولى                                                                                                  |
| العصر البرونزي الأوسط (MBA) أو العصر البرونزي المتوسط (IBA) ( 2000 – 1550 قبل الميلاد) | العصر البرونزي الأوسط الأول     | 2100 – 2000 قبل الميلاد | المملكة المصرية الوسطى |
| العصر البرونزي الأوسط (MBA) أو العصر البرونزي المتوسط (IBA) ( 2000 – 1550 قبل الميلاد) | العصر البرونزي الأوسط الثاني أ  | 2000 – 1750 قبل الميلاد | المملكة المصرية الوسطى– الدولة البابلية القديمة                                                                                   |
| العصر البرونزي الأوسط (MBA) أو العصر البرونزي المتوسط (IBA) ( 2000 – 1550 قبل الميلاد) | العصر البرونزي الأوسط الثاني بي | 1750 – 1650 قبل الميلاد | المملكة المصرية الوسطى |
| العصر البرونزي الأوسط (MBA) أو العصر البرونزي المتوسط (IBA) ( 2000 – 1550 قبل الميلاد) | العصر البرونزي الأوسط الثاني سي | 1650 – 1550 قبل الميلاد | الفترة المصرية الانتقالية الثانية –المملكة الحيثية المبكرة – ثوران مينون                                                          |
| العصر البرونزي المتأخر (LBA) (1550 – 1200 قبل الميلاد)                                 | العصر البرونزي المتأخر الأول    | 1550 – 1400 قبل الميلاد | المملكة المصرية الحديثة – المملكة الحيثية الوسطى – فترة عيلام الوسطى                                                              |
| العصر البرونزي المتأخر (LBA) (1550 – 1200 قبل الميلاد)                                 | العصر البرونزي المتأخر الثاني أ | 1400 – 1300 قبل الميلاد | المملكة المصرية الحديثة – المملكة الحيثية الحديثة – مملكة ميتاني – أوغاريت – يونان الموكيانية                                     |
| العصر البرونزي المتأخر (LBA) (1550 – 1200 قبل الميلاد)                                 | العصر البرونزي المتأخر الثاني ب | 1300 – 1200 قبل الميلاد | المملكة المصرية الحديثة – بروز الإمبراطورية الآشورية الوسطى، بداية الذروة للفينيقيين                                              |

#### الأناضول

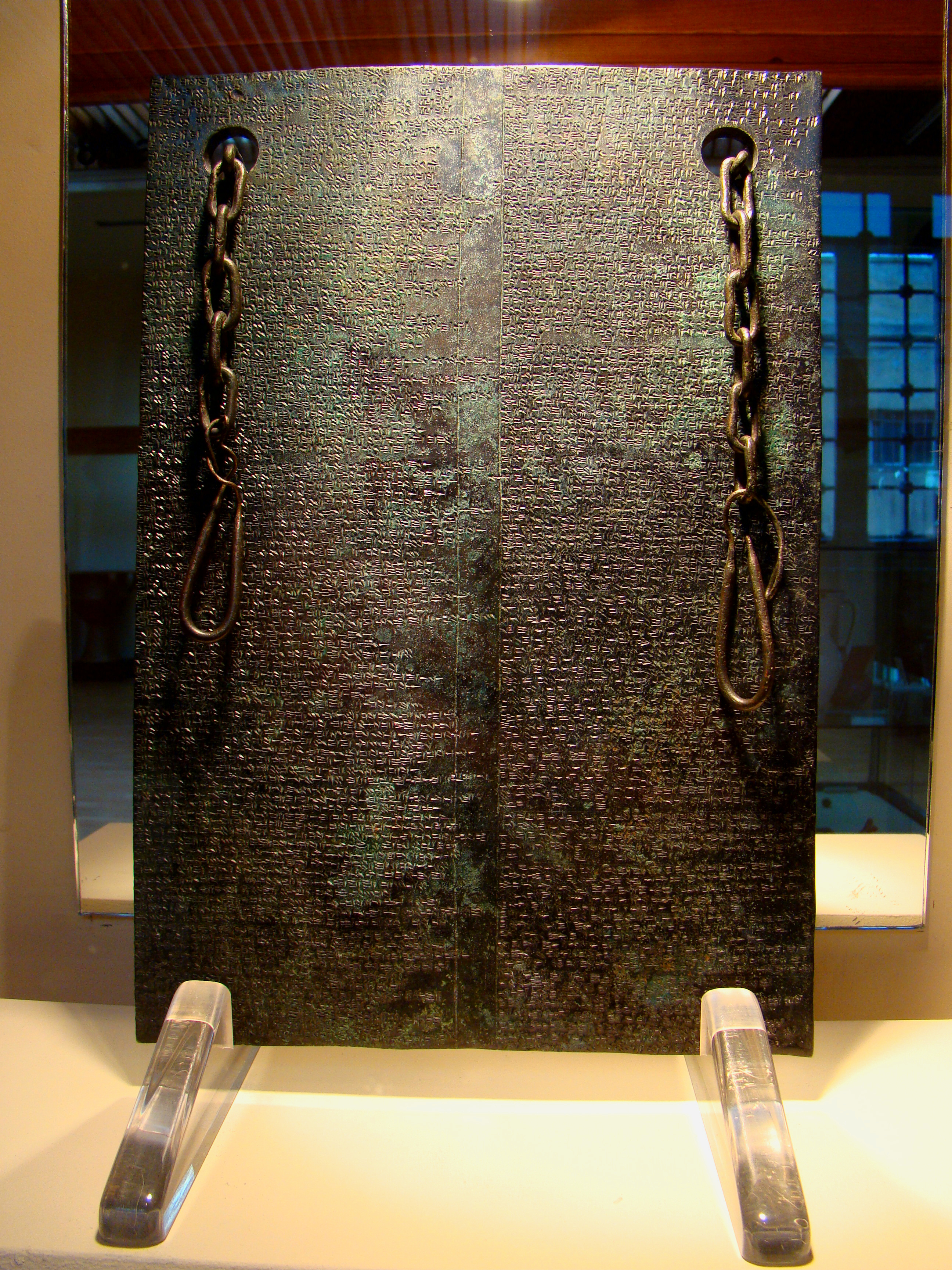
لوح حيثي برونزي من كوروم بوغازكوي يعود تاريخه إلى عام 1235 قبل الميلاد، متحف الحضارات الأناضولية، أنقرة

تأسست الإمبراطورية الحيثية في خاتوشا في شمال الأناضول منذ القرن الثامن عشر قبل الميلاد. في القرن الرابع عشر قبل الميلاد، كانت المملكة الحيثية في أوجها، وشملت وسط الأناضول، وجنوب غرب سوريا حتى أوغاريت، وبلاد الرافدين العليا. بعد عام 1180 قبل الميلاد. وسط الاضطرابات العامة في بلاد الشرق الأدنى التي يُظن أنها ارتبطت بالوصول المفاجئ لشعوب البحر،  تفككت المملكة إلى عدة دول «الحيثيين الجدد» المستقلة، والتي بقي بعضها حتى أواخر القرن الثامن قبل الميلاد.
امتدت أرزاوا في غرب الأناضول خلال النصف الثاني من الألفية الثانية قبل الميلاد على الأرجح على طول جنوب الأناضول في حزام يمتد بالقرب من منطقة البحيرات التركية إلى ساحل بحر إيجة. كانت أرزاوا الجار الغربي -وأحيانًا المنافس، وأحيانًا أخرى التابع- للممالك الحوثية الوسطى والحديثة.
كانت رابطة آسوا بمنزلة اتحاد كونفدرالي في غرب الأناضول والتي هزِمها الحوثيون في عهد تودخاليا الأول، نحو عام 1400 قبل الميلاد، يشير عدد من السجلات الحيثية المجزأة إلى أن التمرد المناهض للحيثيين في رابطة أسوا حصل على درجة معينة من الدعم من يالونان الموكيانية. ارتبطت أرزاوا الغامضة  بآسوا والتي كانت تقع بشكل عام في الشمال. كانت في الأغلب متشاركة في الحدود معها، بل وقد تكون حتى مصطلحًا بديلًا لها.

### مصر

#### السلالات البرونزية المبكرة

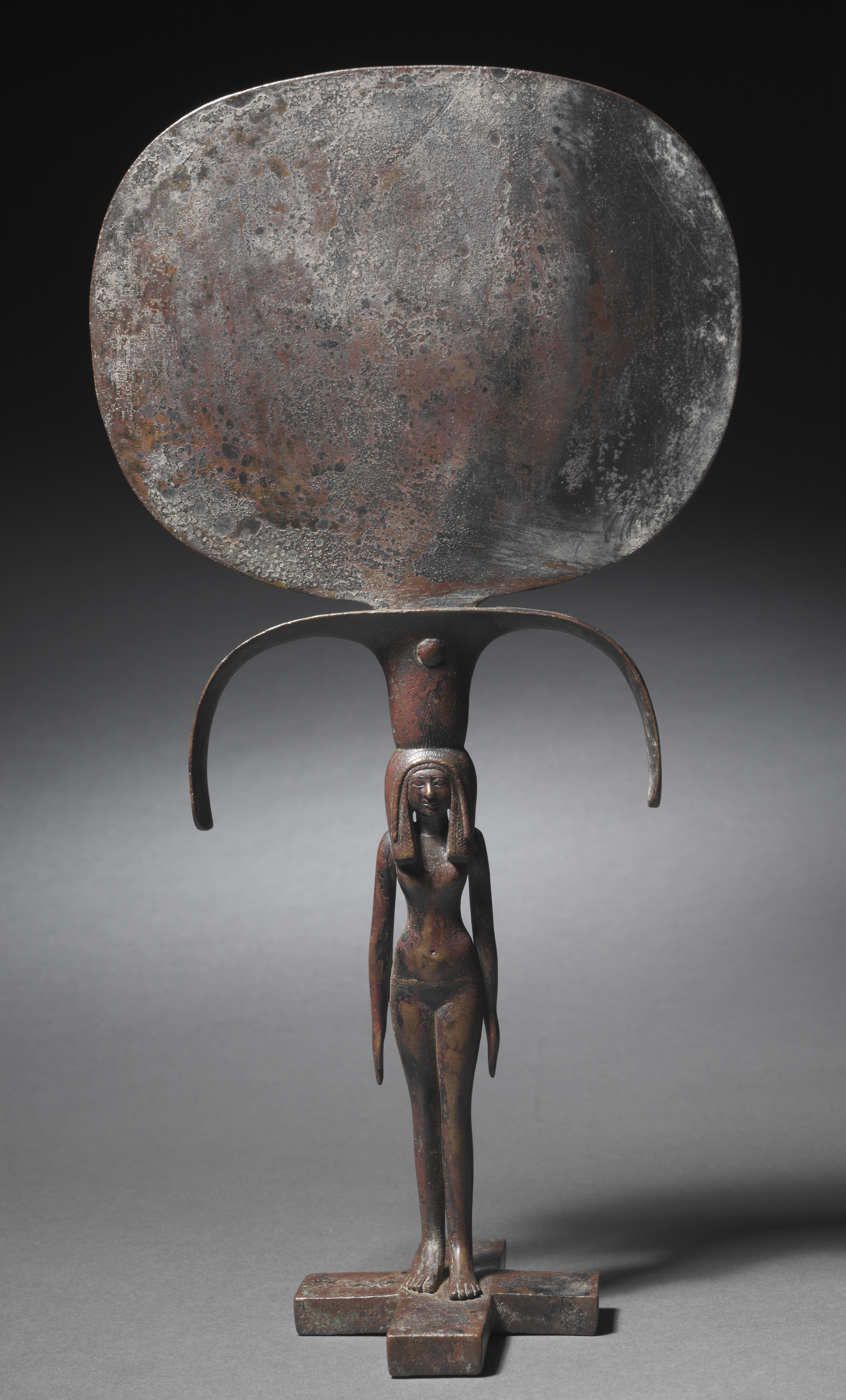
مرآة برونزية عليها صورة أنثوية في القاعدة، الأسرة الثامنة عشر في مصر (1540-1296 قبل الميلاد)

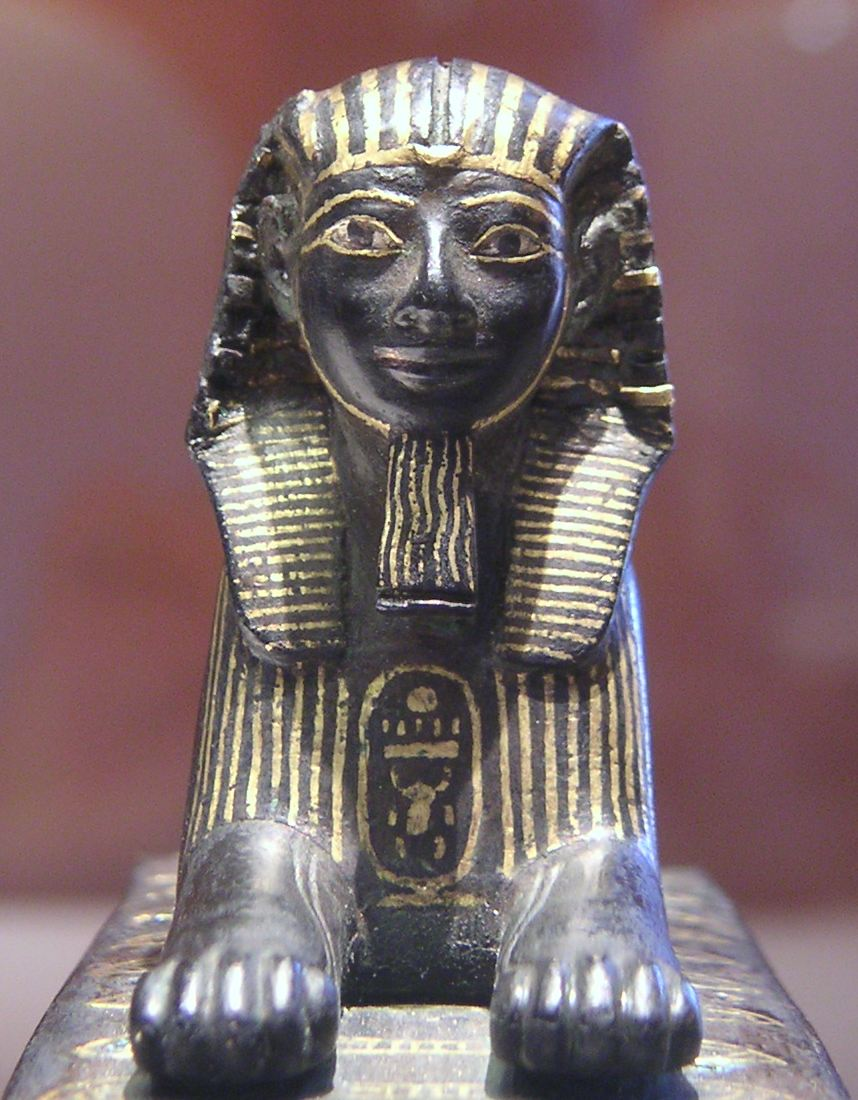
أبو الهول - أسد تحتمس الثالث 1479-1425 قبل الميلاد

يبدأ العصر البرونزي في مصر القديمة في فترة ما قبل السلالات نحو عام 3150 ق.م. يعود العصر البرونزي القديم لمصر، والمعروف باسم عصر الأسر المصرية المبكرة، مباشرة بعد توحيد مصر العليا والسفلى، في عام 3100 قبل الميلاد. ولكن تُمدد هذه الفترة بصفة عامة لتشمل الأسرتين الأولى والثانية، الممتدة من فترة ما قبل السلالات في مصر حتى نحو عام 2686 قبل الميلاد، أو بداية المملكة القديمة. مع الأسرة الأولى، انتقلت العاصمة من أبيدوس إلى منف بعدما أصبحت مصر موحدة ويحكمها إله-ملك مصري. ظلت أبيدوس الأرض المقدسة الرئيسية في الجنوب. تشكلت السمات المميزة للحضارة المصرية القديمة، مثل الفن، والعمارة، والعديد من جوانب الدين، خلال فترة السلالات الحاكمة المبكرة. كانت منف في العصر البرونزي المبكر أكبر مدينة في ذلك الوقت. أُطلق اسم المملكة القديمة للعصر البرونزي الإقليمي على الفترة التي تمتد من الألفية الثالثة ق.م عندما حققت مصر أول تفوق مستمر للحضارة من حيث التعقيد والإنجاز وهي أول فترة من فترات المملكة الثلاث، والتي تمثل أعلى نقطة وصلت لها الحضارة في وادي النيل السفلي.
امتدت الفترة الانتقالية الأولى لمصر، والتي توصف غالبًا بأنها «فترة مظلمة» في التاريخ المصري القديم، نحو 100 عام بعد نهاية الدولة القديمة من نحو 2181 إلى 2055 قبل الميلاد. لم يتبق سوى القليل جدًا من الأدلة الأثرية من هذه الفترة، خاصةً من الجزء الأول منها. كانت الفترة الانتقالية الأولى فترة ديناميكية عندما قُسم حكم مصر تقريبًا بين قوتين متنافستين على قواعد السلطة: إهناسيا في مصر السفلى، وطيبة في مصر العليا. في نهاية المطاف، دخلت هاتان المملكتان في صراع، إذ قهر ملوك طيبة الشمال، ما أدى إلى إعادة توحيد مصر تحت تاج حاكم واحد خلال الجزء الثاني من الأسرة الحادية عشرة.

#### النوبة
بدأ العصر البرونزي في النوبة في وقت مبكر بدءًا من عام 2300 قبل الميلاد. أدخل المصريون صهر النحاس إلى مدينة مروي النوبية، في السودان الحديث، ق. 2600 قبل الميلاد. عثُر على فرن للصب البرونزي في كرمة يعود تاريخه إلى  2300 – 1900 قبل الميلاد.

#### السلالات البرونزية الوسطى
استمرت المملكة المصرية الوسطى من عام 2055 إلى 1650 قبل الميلاد. خلال هذه الفترة، سيطرت عبادة أوزوريس الجنائزية على الدين الشعبي المصري. تتألف هذه الفترة من مرحلتين: الأسرة الحادية عشرة، التي حكمت من طيبة، والأسرتين الثانية عشر  والثالثة عشرة المتمركزتان في اللشت. كانت المملكة الموحدة تُعتبر سابقًا متكونة من الأسرتين الحادية عشرة والثانية عشر، لكن المؤرخون يعتقدون الآن أن الأسرة الثالثة عشر تنتمي جزئيًّا على الأقل إلى المملكة الوسطى.
خلال الفترة الانتقالية الثانية، سقطت مصر القديمة في حالة من الفوضى للمرة الثانية، بين نهاية الدولة الوسطى وبداية الدولة الحديثة. تشتهر هذه الفترة بالهكسوس، الذين حكموا الأسرتين الخامسة عشر والسادسة عشرة. ظهر الهكسوس لأول مرة في مصر خلال الأسرة الحادية عشرة، وبدؤوا الصعود إلى السلطة في عصر الأسرة الثالثة عشر، وهيمنوا في الفترة الوسيطة الثانية إذ سيطروا على أواريس، والدلتا. بحلول الأسرة الخامسة عشرة، كانوا يحكمون مصر السفلى، ثم طُردوا في نهاية الأسرة السابعة عشر.

#### السلالات البرونزية المتأخرة
استمرت المملكة المصرية الحديثة، التي يُشار إليها أيضًا باسم الإمبراطورية المصرية، من القرن السادس عشر إلى القرن الحادي عشر قبل الميلاد. تلت المملكة الحديثة الفترة الانتقالية الثانية، وخلفتها الفترة الانتقالية الثالثة. لقد كانت الوقت الأكثر ازدهارًا في مصر وشهد ذروة قوة مصر. تُعرف المملكة الحديثة اللاحقة، أي الأسرتين التاسعة عشر والعشرين، أيضًا باسم الفترة الرمسيسية، على اسم الفراعنة الأحد عشرة الذين اتخذوا اسم رمسيس.

### الهضبة الإيرانية

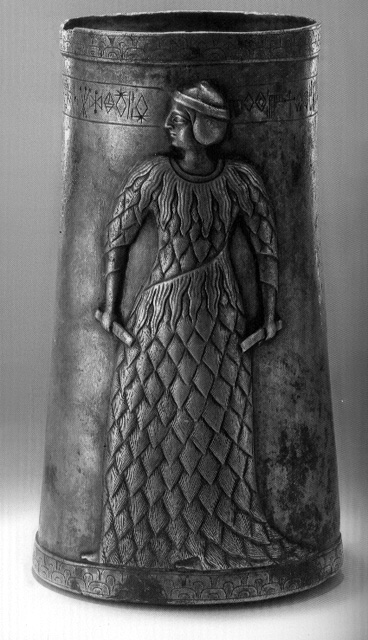
كأس فضي في أواخر الألفية الثالثة قبل الميلاد من مارفداشت، فارس، مع نقش خطي عيلامي. متحف إيران الوطني

كانت عيلام حضارة قديمة تتمركز في أقصى الغرب والجنوب الغربي لإيران الحديثة، وتمتد من الأراضي المنخفضة لما يُعرف الآن بمقاطعة خوزستان وإيلام وكذلك جزء صغير من جنوب العراق. في العصر العيلامي القديم، كانت عيلام تتألف من ممالك في الهضبة الإيرانية، ومتمركزة في أنشان، ومن منتصف الألفية الثانية قبل الميلاد، أصبحت تتركز في شوشان في الأراضي المنخفضة في خوزستان. لعبت ثقافتها دورًا حاسمًا في الإمبراطورية الغوتية، وخصوصًا خلال عهد الأسرة الأخمينية الإيرانية التي خلفتها.
كانت حضارة أوكسوس إحدى حضارات العصر البرونزي في آسيا الوسطى والتي يعود تاريخها إلى الفترة مابين 2300 – 1700 قبل الميلاد، وتركزت على الجزء العلوي من نهر آمو داريا (أوكسوس). في العصر البرونزي المبكر، طورت حضارات واحات كبه طاغ وآلتين تبه مجتمعًا سابقًا للحضارة. هذا يتوافق مع المستوى الرابع في  نمازغاه تبه. كانت آلتين تبه مركزًا رئيسيًا في ذلك الوقت. كان الفخار يُصنع على عجلات وزُرع العنب. وصل ذروة هذا التطور الحضري في العصر البرونزي الأوسط قرابة 2300 قبل الميلاد، توافق هذه مع المستوى الخامس في نمزغاه تبه. وتسمى هذه الحضارة العائدة إلى العصر البرونزي مجمع باكتريا - مارجيانا الأثري.
ازدهرت حضارة كولي، على غرار حضارة وادي السند، في جنوب بلوشستان (جدروسيا) 2500 – 2000 قبل الميلاد. وكانت الزراعة هي القاعدة الاقتصادية لهؤلاء الناس. عُثر على السدود في العديد من الأماكن، وهو ما يُوفر دليلًا على وجود نظام متطور لإدارة المياه.
[[ملف:Chlorite_object_Jiroft,_Kerman_ca._2500_BCE,_Bronze_Age_I,_National_Museum_of_Iran.jpg|تصغير|سيد الحيوانات من الكلوريت، حضارة جيروفت {{قراية|2500 قبل الميلاد، العصر البرونزي الأول، متحف إيران الوطني]]

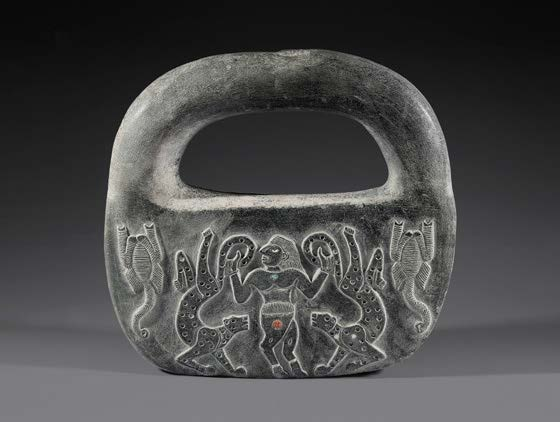
سيد الحيوانات من الكلوريت، حضارة جيروفت قراية|، العصر البرونزي الأول، متحف إيران الوطني

يرتبط موقع كنار صندل بحضارة جيروفت المُفترضة، وهي حضارة من الألفية الثالثة قبل الميلاد افُترضت بناء على مجموعة من القطع الأثرية التي صُودرت في عام 2001.

### بلاد الشام
في الدراسات الحديثة، ينقسم التسلسل الزمني لبلاد الشام في العصر البرونزي إلى الفترة السورية البدائية/ المبكرة، والذي يُطابق العصر البرونزي المبكر. تُوافق الفترة السورية الوسطى العصر البرونزي المتأخر. يُستخدم مصطلح سوريا الجديدة للإشارة إلى العصر الحديدي المبكر.
هيمنت على الفترة السورية القديمة مملكة إبلا الأولى، ومملكة ناغار ومملكة ماري الثانية. احتل الأكاديون مناطق واسعة من بلاد الشام وتبعتهم ممالك الأموريون، قرابة 2000 – 1600 قبل الميلاد، والتي نشأت في كل من ماري ويمحاض وقطنا وآشور. طُبّق مصطلح أمورو ابتداءً من القرن الخامس عشر قبل الميلاد عادةً على المنطقة الممتدة شمال كنعان حتى قادش على نهر العاصي.
يأتي أقرب اتصال أوغاريتي معروف مع مصر من حبة العقيق التي حُددت مع فرعون الدولة الوسطى سنوسرت الأول (1971-1926 قبل الميلاد). كما عُثر على لوحة وتمثال صغير للفراعنة المصريين سنوسرت الثالث وأمنمحات الثالث. ومع ذلك، ليس من الواضح متى وصلت هذه الآثار إلى أوغاريت. اكتُشفت في ألواح تل العمارنة رسائل من أوغاريت تعود لعام 1350 قبل الميلاد تقريبًا، كتبها أميتامرو الأول ونيقمادو الثاني وملكته. ظلت أوغاريت من القرن السادس عشر إلى القرن الثالث عشر قبل الميلاد على اتصال دائم بمصر وقبرص.
كانت ميتاني دولة منظمة على نحو حرفي شمال سوريا وجنوب شرق الأناضول دامت من قرابة 1500 إلى قرابة 1300 قبل الميلاد. أسستها الطبقة الحاكمة الهندية الآرية التي حكمت الغالبية العظمى من السكان الحوريين، أصبحت ميتاني قوة إقليمية بعد تدمير الحيثيين  لبابل الأمورية مما خلق فراغًا في السلطة في بلاد الرافدين.
كانت مصرفي بدايتها تحت حكم  الأسرة التحتمسية المنافس الرئيس لميتاني. ومع ذلك، مع صعود الإمبراطورية الحيثية، تحالفت ميتاني ومصر لحماية مصالحهما المشتركة من تهديد الهيمنة الحيثية. في أوج قوتها، خلال القرن الرابع عشر قبل الميلاد، كانت لها بؤر استيطانية متمركزة في عاصمتها واشوكاني، والتي حددها علماء الآثار على منابع نهر الخابور. في النهاية، استسلمت ميتاني للحيثيين، ولاحقًا للهجمات الآشورية، وحُولت إلى مقاطعة تابعة للإمبراطورية الآشورية الوسطى.
كان الآراميون من سكان الشمال الغربي شبه الرحل والرعاة الذين نشأوا خلال العصر البرونزي المتأخر وأوائل العصر الحديدي فيما يُعرف الآن بسوريا الحديثة، هاجرت مجموعات كبيرة إلى بلاد الرافدين، حيث اختلطوا بالسكان الأكاديين. لم يكن للآراميين قط إمبراطورية موحدة؛ قُسموا إلى ممالك مستقلة في جميع أنحاء الشرق الأدنى. بعد انهيار العصر البرونزي، اقتصر تأثيرهم السياسي على العديد من الدول السورية الحيثية، والتي استوعبتها الإمبراطورية الآشورية الجديدة بالكامل بحلول القرن الثامن قبل الميلاد.

### بلاد الرافدين
بدأ العصر البرونزي في بلاد الرافدين قرابة 3500 قبل الميلاد وانتهى مع فترة الكيشيين (ق. 1500 قبل الميلاد- ق. 1155 قبل الميلاد). لم يُستخدم التقسيم الثلاثي المعتاد إلى العصر البرونزي المبكر والمتوسط والمتأخر. بدلًا من ذلك، فإن التقسيم الذي يعتمد بشكل أساسي على الخصائص الفنية والتاريخية هو أكثر شيوعًا.
ضمت مدن الشرق الأدنى القديم عشرات الآلاف من الناس. كان عدد سكان أور وكيش وإيسن ولارسا ونفر في العصر البرونزي الوسيط وبابل وكالح وآشور في العصر البرونزي المتأخر بالمثل عددًا كبيرًا من السكان. أصبحت الإمبراطورية الأكدية (2335 – 2154 قبل الميلاد) القوة المهيمنة في المنطقة، وبعد سقوطها تمتع السومريون بنهضة مع الإمبراطورية السومرية الجديدة. كانت آشور موجودة منذ القرن الخامس والعشرين قبل الميلاد، وأصبحت قوة إقليمية مع الإمبراطورية الآشورية القديمة (ق. 2025 - 1750 قبل الميلاد). أول ذكر لبابل يظهر على لوح من عهد سرجون الأكدي في القرن الثالث والعشرين قبل الميلاد. أسست سلالة الأموريين دولة مدينة بابل في القرن التاسع عشر قبل الميلاد. بعد أكثر من 100 عام، سيطرت لفترة وجيزة على دول المدن الأخرى وشكلت الإمبراطورية البابلية الأولى التي لم تدم طويلًا خلال ما يسمى أيضًا بالفترة البابلية القديمة. استخدم كل من الأكاديون والآشوريون والبابليون اللغة الأكادية الشرقية السامية المكتوبة للاستخدام الرسمي وكلغة منطوقة. بحلول ذلك الوقت، لم يعد يُتحدث باللغة السومرية، ولكنها كانت لا تزال تستخدم دينيًا في بلاد آشور وبابل، وظلت كذلك حتى القرن الأول الميلادي. لعبت التقاليد الأكادية والسومرية دورًا رئيسيًا في الثقافة الآشورية والبابلية اللاحقة، على الرغم من أن بابل نفسها أسسها الأموريون غير الأصليين وحكمها في كثير من الأحيان شعوب غير أصلية أخرى، مثل الكيشيون والآراميون والكلدان وجيرانها الأشوريون.

## آسيا

### آسيا الوسطى

#### الزراعة الرعوية
لعقود عديدة، أشار العلماء بشكل سطحي إلى آسيا الوسطى على أنها «عالم رعوي» أو بدلًا من ذلك، «عالم الرحل»، فيما أطلق عليه الباحثون «فراغ آسيا الوسطى»: أُهملت فترة 5000 سنة في دراسات أصول الزراعة. دعمت مناطق السفوح وتيارات الذوبان الجليدية الرعاة الزراعيين في العصر البرونزي الذين طوروا طرقًا تجارية معقدة بين الشرق والغرب بين آسيا الوسطى والصين والتي أدخلت القمح والشعير إلى الصين ونشرت الدخن عبر آسيا الوسطى.

#### مجمع باكتريا - مارغيانا الأثري
كان مجمع باكتريا-مارغيانا الأثري (BMAC)، المعروف أيضًا باسم حضارة أوكسوس، حضارة من العصر البرونزي في آسيا الوسطى، ويرجع تاريخها إلى تقريبًّا من 2400 إلى 1600 قبل الميلاد، وهي تقع في شمال أفغانستان حاليًا، وشرق تركمانستان، وجنوب أوزبكستان وغرب طاجيكستان، وتتركز في أعالي نهر أمو داريا (نهر أوكسوس). اكتشف عالم الآثار السوفيتي فيكتور سريانيدي (1976) مواقعها وتسميتها. باكتريا هو الاسم اليوناني لمنطقة بكترا (بلخ الحديثة)، في ما يعرف الآن بشمال أفغانستان، ومارغيانا هو الاسم اليوناني للساتراب الفارسي لمارجوش، في جنوب شرق تركمانستان الحديث.
تُشير المعلومات الغزيرة إلى أن مجمع باكتريا-مارغيانا الأثري كان له علاقات دولية وثيقة مع وادي السند والهضبة الإيرانية، وربما حتى بشكل غير مباشر مع بلاد الرافدين، وكانت جميع الحضارات على دراية جيدة بالسبك بالشمع المفقود.
وفقًا للدراسات الحديثة، لم يكن مجمع باكتريا-مارغيانا الأثري مساهمًا رئيسيًا في التاريخ الوراثي المتأخر لجنوب آسيا.

#### ظاهرة سيما توربينو
حُددت جبال ألتاي في ما يعرف الآن بجنوب روسيا ووسط منغوليا نقطة نشأة لغز ثقافي أطلق عليه اسم ظاهرة سيما توربينو. من المتوقع أن التغيرات في المناخ في هذه المنطقة قرابة عام 2000 قبل الميلاد والتغيرات البيئية والاقتصادية والسياسية التي تلت ذلك أدت إلى هجرة سريعة ومكثفة غربًا إلى شمال شرق أوروبا، وشرقًا إلى الصين وجنوبًا إلى فيتنام وتايلاند عبر حدود بطول حوالي 4000 ميل. حدثت هذه الهجرة في خمسة إلى ستة أجيال فقط وأدت إلى استخدام شعوب من فنلندا في الغرب إلى تايلاند في الشرق لنفس تكنولوجيا تشغيل الفلزات، وفي بعض المناطق، تربية الخيول وركوبها. ومن المتوقع كذلك أن نفس الهجرات نشرت مجموعة اللغات الأورالية عبر أوروبا وآسيا: لا تزال زُهاءَ 39 لغة من هذه المجموعة موجودة، بما في ذلك المجرية والفنلندية والإستونية. ومع ذلك، فإن الاختبارات الجينية الحديثة للمواقع في جنوب سيبيريا وكازاخستان ستدعم بدلًا من ذلك انتشار تكنولوجيا البرنز عبر الهجرات الهندية الأوروبية شرقًا، حيث كانت هذه التكنولوجيا معروفة لفترة طويلة في المناطق الغربية.

### شرق آسيا

#### الصين
عُثر في الصين على أقدم القطع الأثرية البرونزية في موقع حضارة ماجيايو (بين 3100 و2700 قبل الميلاد).
نُقل مصطلح «العصر البرونزي» إلى علم الآثار في الصين من منطقة غرب أوراسيا، ولا يوجد إجماع أو اتفاقية مستخدمة عالميًا لتحديد «العصر البرونزي» في سياق الصين ما قبل التاريخ.
اصطلاحًا، يُنظر أحيانًا إلى «العصر البرونزي المبكر» في الصين على أنه معادل لفترة أسرة شانغ (من القرن السادس عشر إلى الحادي عشر قبل الميلاد)، والعصر البرونزي المتأخر على أنه يعادل فترة حكم أسرة تشو، على الرغم من وجود حجة مفادها أن العصر البرونزي لم ينته أبدًا في الصين، حيث لا يوجد انتقال واضح إلى العصر الحديدي. بشكل ملحوظ، إلى جانب فن اليشم الذي يسبقه، كان يُنظر إلى البرنز على أنه مادة «راقية» لفن الطقوس عند مقارنتها بالحديد أو الحجر.
نشأ علم الفلزات البرونزية في الصين فيما يشار إليه باسم حضارة إيرليتو، والتي يجادل بعض المؤرخين أنها تضعها ضمن نطاق التواريخ التي تسيطر عليها أسرة شانغ. يعتقد البعض الآخر أن مواقع إيرليتو تنتمي إلى سلالة شيا  السابقة. يُعرِّف المتحف الوطني الأمريكي للفنون العصر البرونزي الصيني بأنه «الفترة بين حوالي 2000 قبل الميلاد و771 قبل الميلاد»، وهي الفترة التي تبدأ بحضارة إيرليتو وتنتهي فجأة بتفكك حكم تشو الغربية.
هناك سبب للاعتقاد بأن العمل البرونزي تطور داخل الصين بشكل منفصل عن التأثير الخارجي. ومع ذلك، فإن اكتشاف مومياوات يوروبويد في شينجيانغ دفع بعض العلماء مثل يوهان جونار أندرسون وجان رومجارد وآن زيمين إلى اقتراح طريق محتمل للانتقال من الغرب باتجاه الشرق. وفقًا لآن زيمين «يمكن أن نتخيل أنه في البداية، ظهرت تكنولوجيا البرونز والحديد في غرب آسيا، وأثرت في البداية على منطقة شينجيانغ، ثم وصلت إلى وادي النهر الأصفر، مما وفر زخمًا خارجيًا لظهور حضارات شانغ وتشو.» وفقًا ليان رومجارد فإنه «يبدو أن الأدوات البرونزية والحديدية قد انتقلت من الغرب إلى الشرق بالإضافة إلى استخدام العربات ذات العجلات وتدجين الحصان». هناك أيضًا روابط محتملة بحضارة سيما توربينو، السهوب الأوراسية، وجبال الأورال. ومع ذلك، اكتشفت أقدم القطع البرونزية الموجودة في الصين حتى الآن في موقع ماجيايوفي قانسو وليس في سنجان.
تُعد المصنوعات البرونزية الصينية عمومًا إما نفعية، مثل رؤوس الرماح أو رؤوس القدوم، أو «طقوس برونزية»، وهي نسخ أكثر تفصيلًا في المواد الثمينة للأواني اليومية، وكذلك الأدوات والأسلحة. ومن الأمثلة على ذلك العديد من حوامل الأضاحي الكبيرة المعروفة باسم الدينقات باللغة الصينية ؛ هناك العديد من الأشكال الأخرى المتميزة. تميل البرونزيات الطقوسية الصينية التي صُنفت على أنها مزخرفة بدرجة عالية، وغالبًا ما يكون ذلك مع فكرة التاوتي، والتي تنطوي على وجوه حيوانات منمقة للغاية. تظهر هذه في ثلاثة أنواع رئيسة من الزخارف: الشياطين، والحيوانات الرمزية، والرموز المجردة. تحمل العديد من القطع البرونزية الكبيرة أيضًا نقوشًا تمثل الجزء الأكبر من الكتابات الصينية القديمة الباقية، وقد ساعدت المؤرخين وعلماء الآثار في تجميع تاريخ الصين معًا، خاصة خلال عهد أسرة زو (1046-256 قبل الميلاد).
توثق البرونزيات الخاصة بسلالة زو الغربية أجزاء كبيرة من التاريخ لم يُعثر عليها في النصوص الموجودة والتي غالبًا ما تكون مؤلفة من قبل أشخاص من رتب مختلفة وربما حتى من الطبقة الاجتماعية. علاوة على ذلك، فإن وسيلة البرنز المصبوب تضفي على السجل الذي يحتفظون به بشكل دائم لا تتمتع به المخطوطات. يمكن تقسيم هذه النقوش عمومًا إلى أربعة أجزاء: إشارة إلى التاريخ والمكان، وتسمية الحدث الذي احتفل به، وقائمة الهدايا الممنوحة للحرفي مقابل البرنز، والتكريس. مكنت النقاط المرجعية النسبية التي توفرها هذه الأوعية المؤرخين من وضع معظم الأوعية في إطار زمني معين من فترة زو الغربية، مما سمح لهم بتتبع تطور الأوعية والأحداث التي يسجلونها.

#### كوريا
كانت بداية العصر البرونزي في شبه الجزيرة الكورية قرابة 1000 – 800 قبل الميلاد. تركزت حضارة العصر البرونزي الكوري في البداية حول لياونينغ  وجنوب منشوريا، وهي تعرض أنماطًا وأنماطًا فريدة من نوعها، لا سيما في الأشياء الطقسية.
سُمي عصر فخار ممن على الاسم الكوري لأوعية الطبخ والتخزين غير المزخرفة أو العادية التي تشكل جزءًا كبيرًا من تجميع الفخار على مدار فترة كاملة، ولكن خاصةً بين 850-550 قبل الميلاد. تُعرف فترة مومون بأصل الزراعة المكثفة والمجتمعات المعقدة في كل من شبه الجزيرة الكورية وجزر الأراضي اليابانية.

اعتمدت حضارة فترة ممن الفخارية الوسطى في شبه الجزيرة الكورية الجنوبية تدريجيًا إنتاج البرنز (ق. 700 – 600 قبل الميلاد) بعد فترة كان فيها تبادل الخناجر البرونزية من طراز لياونينغ وغيرها من المصنوعات البرونزية حتى الجزء الداخلي من شبه الجزيرة الجنوبية (ق. 900 – 700 قبل الميلاد). أعطت الخناجر البرونزية الهيبة والسلطة للأشخاص الذين استخدموها ودُفِنوا معها في مدافن مغليثية رفيعة المستوى في المراكز الساحلية الجنوبية مثل موقع إيجوم دونغ. كان البرنز عنصرًا مهمًا في الاحتفالات وكذلك بالنسبة للعروض الجنائزية حتى عام 100 قبل الميلاد.

#### اليابان
شهد الأرخبيل الياباني إدخال البرنز خلال بداية فترة يايوي المبكرة (ق. 300 قبل الميلاد)، والتي شهدت إدخال أعمال الفلزات والممارسات الزراعية التي جلبها المستوطنون القادمون من القارة. انتشرت تقنيات صهر البرنز والحديد إلى الأرخبيل الياباني من خلال الاتصال بحضارات شرق آسيا القديمة الأخرى، ولا سيما الهجرة والتجارة من شبه الجزيرة الكورية القديمة، والصين القديمة. كان الحديد يستخدم بشكل أساسي في الأدوات الزراعية وغيرها، في حين أن المصنوعات الطقسية والاحتفالية كانت مصنوعة بشكل أساسي من البرنز.

### جنوب آسيا

#### وادي السند
بدأ العصر البرونزي في شبه القارة الهندية قرابة عام 3300 قبل الميلاد مع بداية حضارة وادي السند. طور سكان وادي السند، هارابايون، تقنيات جديدة في علم الفلزات وأنتجوا النحاس والبرنز والرصاص والقصدير. تداخلت حضارة هارابا المتأخرة، التي يعود تاريخها من عام 1900 إلى عام 1400 قبل الميلاد، مع الانتقال من العصر البرونزي إلى العصر الحديدي. وبالتالي فمن الصعب تحديد تاريخ هذا الانتقال بدقة. يُزعم أن التميمة النحاسية التي يبلغ عمرها 6000 عام والتي صُنعت في مهرغاره على شكل عجلات هي أقدم مثال على السبك بالشمع الضائع في العالم.
اشتهرت مدن الحضارة لتخطيطها الحضري، والبيوت المصنوعة من الطوب، وأنظمة الصرف الصحي المتطورة، وأنظمة إمدادات المياه، ومجموعات المباني غير السكنية الكبيرة، والتقنيات الجديدة في الحرف اليدوية والتعدين. من المحتمل جدًا أن المدن الكبيرة نمت في موهينجو دارو وهارابا لتضم ما بين 30 000 و60 000 فرد، وقد ضمت الحضارة نفسها خلال فترة ازدهارها على ما بين مليون وخمسة ملايين فرد.

### جنوب شرق آسيا
يُعد مجمع فيلابولي في لاوس موقعًا أثريًا مهمًا لتأريخ أصل الفلزات البرونزية في جنوب شرق آسيا.

#### تايلاند
اكتشفت في بان شيانغ بتايلاند قطع أثرية برونزية تعود إلى عام 2100 قبل الميلاد. ومع ذلك، وفقًا للتأريخ بالكربون المشع على عظام الإنسان والخنازير في بان تشيانغ، يقترح بعض العلماء أن العصر البرونزي الأولي في بان تشيانغ كان في أواخر الألفية الثانية. في نيانغان ببورما عُثر على أدوات برونزية إلى جانب السيراميك والتحف الحجرية.
 لا تزال المطابقة الزمنية واسعة النطاق حاليًا (3500 – 500 قبل الميلاد). كان موقع بان نون وات، الذي نقب فيه تشارلز هيغام، موقعًا غنيًا به أكثر من 640 قبرًا نُقبت وجُمع عديد العناصر البرونزية المعقدة التي ربما كان لها قيمة اجتماعية مرتبطة بها.
ومع ذلك، فإن موقع بان شيانغ الأثري هو أكثر المواقع توثيقًا بدقة مع وجود أوضح دليل على علم الفلزات عندما يتعلق الأمر بجنوب شرق آسيا. مع نطاق زمني تقريبي من أواخر الألفية الثالثة قبل الميلاد إلى الألفية الأولى بعد الميلاد، يحتوي هذا الموقع وحده على العديد من القطع الأثرية مثل فخار المدفن، وأجزاء من البرنز، وأساور ذات قاعدة نحاسية، وأكثر من ذلك بكثير. ما يثير الاهتمام في هذا الموقع، وجود هذه تقنية السبك في الموقع منذ البداية. تدعم عملية السبك في الموقع النظرية القائلة بأن البرنز المقدم لأول مرة في جنوب شرق آسيا باعتباره مطورًا بالكامل مما يدل على أن البرنز ابتكر في بلد مختلف. يعتقد بعض العلماء أن التعدين القائم على النحاس قد انتشر من شمال غرب ووسط الصين عبر المناطق الجنوبية والجنوبية الغربية مثل مقاطعة قوانغدونغ ومقاطعة يوننان وأخيرًا إلى جنوب شرق آسيا قرابة 1000 قبل الميلاد. يشير علم الآثار أيضًا إلى أن علم الفلزات في العصر البرونزي ربما لم يكن حافزًا مهمًا في التقسيم الطبقي الاجتماعي والحرب في جنوب شرق آسيا كما هو الحال في المناطق الأخرى، مع تحول التوزيع الاجتماعي بعيدًا عن دول المشيخات إلى شبكة غير متجانسة. أدت تحليلات البيانات لمواقع مثل بان لوم خاو وبان نا دي ونون-نوك تا وخوك فاوم دي ونونغ نور باستمرار الباحثين إلى استنتاج أنه لا يوجد تسلسل هرمي راسخ.

#### فيتنام
يعود تاريخها إلى العصر الحجري الحديث، اكتشفت أول طبلة برونزية، تسمى طبلة دونغ سون، في وحول مناطق دلتا النهر الأحمر في شمال فيتنام وجنوب الصين. هذه تتعلق بحضارة دونغ سون في فيتنام.
تشير الأبحاث الأثرية في شمال فيتنام إلى زيادة معدلات الإصابة بالأمراض المعدية بعد ظهور علم الفلزات ؛ تظهر شظايا الهيكل العظمي في المواقع التي يعود تاريخها إلى العصر البرونزي المبكر والمتوسط نسبة أكبر من الآفات مقارنة بمواقع الفترات السابقة. هناك عدد قليل من الآثار المحتملة لهذا. أحدها هو زيادة الاتصال مع مسببات الأمراض البكتيرية و/ أو الفطرية بسبب زيادة الكثافة السكانية والتطهير/الزراعة. العامل الآخر هو انخفاض مستويات الكفاءة المناعية في العصر المعدني بسبب التغيرات في النظام الغذائي التي تسببها الزراعة. الأخير هو أنه ربما كان هناك ظهور للأمراض المعدية في دا ولكن الفترة التي تطورت إلى شكل أكثر ضراوة في الفترة المعدنية.

## أوربا

### بحر إيجة
بدأ العصر البرونزي لبحر إيجة قرابة عام 3200 قبل الميلاد، عندما أنشأت الحضارات لأول مرة شبكة تجارية واسعة النطاق. استوردت هذه الشبكة القصدير والفحم إلى قبرص، حيث استخرج النحاس ومُزج بالقصدير لإنتاج البرنز. بعد ذلك صُدرت المصنوعات البرونزية إلى أقصى حد ودُعمت التجارة. يشير التحليل النظائري للقصدير في بعض المصنوعات البرونزية في البحر الأبيض المتوسط إلى أنها ربما نشأت من بريطانيا العظمى.
يبدو أن الحضارة المينوسية المتمركزة في كنوسوس بجزيرة كريت نسقت ودافعت عن تجارتها في العصر البرونزي. كانت الإمبراطوريات القديمة تقدر السلع الفاخرة على عكس الأطعمة الأساسية، مما أدى إلى المجاعة.

#### انهيار بحر إيجة
وصفت نظريات انهيار العصر البرونزي جوانب من نهاية العصر البرونزي في هذه المنطقة. في نهاية العصر البرونزي في منطقة بحر إيجة، اتبعت الإدارة الموكيانية للإمبراطورية التجارية الإقليمية تراجع سيادة مينونية. فقدت العديد من الدول العميلة في مينوسية الكثير من سكانها بسبب المجاعة و/ أو الوباء. وهذا من شأنه أن يشير إلى أن الشبكة التجارية قد تكون فشلت، مما منع التجارة التي كانت ستخفف في السابق مثل هذه المجاعات وتقي من الأمراض الناجمة عن سوء التغذية. ومن المعروف أيضًا أنه في هذه الحقبة فقدت سلة الخبز للإمبراطورية المينوسية، المنطقة الواقعة شمال البحر الأسود، الكثير من سكانها فجأة، وبالتالي ربما فقدت بعض القدرة على زراعة المحاصيل، ربما أدى الجفاف والمجاعة في الأناضول أيضًا إلى انهيار بحر إيجة عن طريق تعطيل شبكات التجارة، وبالتالي منع بحر إيجة من الوصول إلى السلع البرونزية والكمالية.
يُعزى انهيار بحر إيجة إلى استنفاد الغابات القبرصية مما تسبب في نهاية تجارة البرنز. من المعروف أن هذه الغابات كانت موجودة في أوقات لاحقة، وقد أظهرت التجارب أن إنتاج الفحم على النطاق اللازم لإنتاج البرنز في أواخر العصر البرونزي كان سيستنفدهم في أقل من خمسين عامًا.
يُعزى انهيار بحر إيجة أيضًا إلى حقيقة أنه مع انتشار الأدوات الحديدية، انتهى التبرير الرئيس لتجارة القصدير، وتوقفت شبكة التجارة عن العمل كما كانت في السابق. عانت مستعمرات الإمبراطورية المينوسية بعد ذلك من الجفاف والمجاعة والحرب أو مزيج من هؤلاء الثلاثة، ولم يكن بإمكانهم الوصول إلى الموارد البعيدة للإمبراطورية التي يمكنهم من خلالها التعافي بسهولة.
حدث ثوران ثيرا ق. 1600 قبل الميلاد على بعد  110 كيلومترًا شمال جزيرة كريت. تتضمن التكهنات أن تسونامي من ثيرا دمر مدن كريت. قد يكون تسونامي قد دمر القوات البحرية الكريتية في مينائها، والتي خسرت بعد ذلك معارك بحرية حاسمة ؛ حتى أنه في حدث ق. 1450 قبل الميلاد احترقت مدن كريت واستولت الحضارة الموكيانية على كنوسوس. إذا كان الثوران البركاني قد حدث في أواخر القرن السابع عشر قبل الميلاد، فإن آثاره المباشرة تعود إلى الفترة الانتقالية من العصر البرونزي المتوسط إلى المتأخر، وليس إلى نهاية العصر البرونزي المتأخر، ولكن كان من الممكن أن يتسبب في عدم الاستقرار الذي أدى إلى انهيار كنوسوس أولًا ثم انهيار مجتمع العصر البرونزي بشكل عام. تُسلط إحدى هذه النظريات الضوء على دور الخبرة الكريتية في إدارة الإمبراطورية بعد ثيرا. إذا كانت هذه الخبرة مركزة في جزيرة كريت، فقد يكون الميسينيون قد ارتكبوا أخطاء سياسية وتجارية في إدارة الإمبراطورية الكريتية.
تشير الاكتشافات الأثرية، بما في ذلك بعض الاكتشافات الموجودة في جزيرة ثيرا، إلى أن مركز الحضارة المينوسية في وقت الثوران كان في الواقع في ثيرا بدلًا من جزيرة كريت. ووفقًا لهذه النظرية، فإن الخسارة الكارثية للمركز السياسي والإداري والاقتصادي بسبب اندلاع البركان، فضلًا عن الأضرار التي أحدثها تسونامي للمدن والقرى الساحلية في جزيرة كريت، عجلت في تدهور المينوسيين. كان كيانًا سياسيًا ضعيفًا ذا قدرة اقتصادية وعسكرية منخفضة وثروات أسطورية أكثر عرضةً للغزو. في الواقع، عادة ما يرجع تاريخ ثوران بركان سانتوريني إلى ق. 1630 قبل الميلاد، بينما أدخل اليونانيون الميسينيون السجل التاريخي لأول مرة بعد بضعة عقود، ق. 1600 قبل الميلاد كانت الهجمات الميسينية اللاحقة على جزيرة كريت (ق. 1450 قبل الميلاد) وترُوي (ق. 1250 قبل الميلاد) بمثابة استمرار للزحف المستمر لليونانيين على العالم المينوي الضعيف.

### البلقان
ذكر راديفويفيتش وآخرون اكتشاف رقاقة برونزية قصديرية من  موقع بلوتشنيك الأثري مؤرخة بشكل سليم قرابة 4650 قبل الميلاد بالإضافة إلى 14 قطعة أثرية أخرى من صربيا وبلغاريا يعود تاريخها إلى ما قبل 4000 قبل الميلاد وقد أظهرت أن البرنز القصديري المبكر كان أكثر شيوعًا مما كان يُعتقد سابقًا وطُوّر بشكل مستقل في أوروبا قبل 1500 عام من أول سبائك البرنز القصديري في الشرق الأدنى. استمر إنتاج البرنز  القصديري المعقد لمدة قرابة 500 عام في البلقان. ذكر المؤلفون أن الأدلة على إنتاج مثل هذا البرنز المعقد تختفي في نهاية الألفية الخامسة بالتزامن مع «انهيار المجمعات الثقافية الكبيرة في شمال شرق بلغاريا وتراقيا في أواخر الألفية الخامسة قبل الميلاد». أُدرج  البرنز القصديري باستخدام الكاسيتريت إلى المنطقة مرة أخرى بعد قرابة 1500 عام.
استخرج كنز دابيني من 2004 إلى 2007 بالقرب من كارلوفو، مقاطعة بلوفديف، وسط بلغاريا. يتكون الكنز بأكمله من 20000 قطعة مجوهرات ذهبية من 18 إلى 23 قيراطًا. كان أهمها خنجرًا مصنوعًا من الذهب والبلاتين بحافة غير عادية. يعود تاريخ الكنز إلى نهاية الألفية الثالثة قبل الميلاد. يقترح العلماء أن وادي كارلوفو كان مركزًا رئيسيًا للحرف اليدوية لتصدير المجوهرات الذهبية في جميع أنحاء أوروبا. تعتبر واحدة من أكبر كنوز ما قبل التاريخ الذهبية في العالم.

### أوربا الوسطى
في أوروبا الوسطى، ضمت حضارة أونيتيتسكا المبكرة في العصر البرونزي (2300 – 1600 قبل الميلاد) العديد من المجموعات الأصغر مثل حضارات شتراوبينغ وأدلربيرغ وهاتفان. تشير بعض المدافن الثرية جدًا، مثل المدفن الموجود في ليوبنغن  بهدايا القبور المصنوعة من الذهب، إلى زيادة التقسيم الطبقي الاجتماعي الموجود بالفعل في حضارة أونيتيتسكا. إجمالًا، المقابر في هذه الفترة نادرة وصغيرة الحجم. تتبع حضارة أونيتيتسكا حضارة التلال الجنائزية من العصر البرونزي الأوسط (1600 – 1200 قبل الميلاد)، والتي تتميز بدفن الدفن في الجثوات. شهد العصر البرونزي المبكر في روافد كوروس الشرقية المجرية لأول مرة بروز حضارة ماكو، تلتها حضارتا أوتوماني وجيولافارساند.
تتميز حضارة أورنفيلد المتأخرة في العصر البرونزي (1300 – 700 قبل الميلاد) بدفن الجثث. وهي تشمل الحضارة اللوساتية في ألمانيا الشرقية وبولندا (1300 – 500 قبل الميلاد) والتي استمرت حتى العصر الحديدي. أعقب العصر البرونزي لأوروبا الوسطى حضارة هالستات في العصر الحديدي (700-450 قبل الميلاد).
تشمل المواقع المهمة ما يلي:
- بيسكوبين[الإنجليزية] (بولندا )
- نيبرا (ألمانيا )
- فرابيل (سلوفاكيا )
- زوغ سومبف، زوغ، سويسرا

وصف الألماني بول رينكه العصر البرونزي في أوروبا الوسطى في المخطط الزمني لعالم ما قبل التاريخ. وصف العصر البرونزي A1 (Bz A1) (2300 – 2000 قبل الميلاد: خناجر مثلثة، فؤوس مسطحة، واقيات معصم حجرية، رؤوس سهام صوان) والعصر البرونزي A2 (Bz A2) (1950-1700 قبل الميلاد: خناجر بمقبض معدني، فؤوس ذات حواف، هالبيرد، دبابيس برؤوس كروية مثقبة، وأساور صلبة) ومراحل هالستات A وB (Ha A وB).

### جنوب أوروبا
حضارة الأبينيني كانت مجمعًا تقنيًّا في وسط وجنوب إيطاليا يمتد إلى العصر النحاسي والعصر البرونزي. كان الكامينيون شعبًا قديمًا من أصل غير مؤكد عاشوا في وادي كامونيكا - في ما يعرف الآن بشمال لومبارديا - خلال العصر الحديدي، على الرغم من وجود مجموعات من الصيادين ومن المعروف أن الرعاة والمزارعين عاشوا في المنطقة منذ العصر الحجري الحديث.
تقع الحضارة النوراجية في سردينيا وكورسيكا، وقد استمرت من أوائل العصر البرونزي (القرن الثامن عشر قبل الميلاد) إلى القرن الثاني الميلادي، عندما كانت الجزر رومانية بالفعل. لقد أخذوا اسمهم من الأبراج النوراجية المميزة، والتي تطورت من الحضارة المغليثية الموجودة مسبقًا، والتي بنت الدولمينات والشواهد القائمة. تعتبر أبراج نوراك من أفضل البقايا الصخرية المحفوظة وأكبرها في أوروبا. لا يزال استخدامها الفعال محل نقاش: يعتبرها بعض العلماء بمثابة مقابر ضخمة، والبعض الآخر بمثابة منازل العمالقة، والبعض الآخر قلاع، وأفران لصهر الفلزات، وسجون، أو أخيرًا، معابد لعبادة الشمس. في نهاية الألفية الثالثة قبل الميلاد، صدّرت سردينيا إلى صقلية حضارة بنت  دولمينات صغيرة، ثلاثية أو متعددة الأضلاع، كانت بمثابة مقابر، كما جرى التأكد منها في صقلية دولمين "كافا دي سيرفي". من هذه المنطقة، وصلوا إلى جزيرة مالطا ودول حوض البحر الأبيض المتوسط الأخرى.
كانت التيراماري حضارة هندية أوروبية مبكرة في منطقة ما يعرف الآن بـبيانورا بادانا قبل وصول القلط، وفي أجزاء أخرى من أوروبا. كانوا يعيشون في قرى مربعة من منازل خشبية. بنيت هذه القرى على الأرض، ولكن بشكل عام بالقرب من مجرى مائي، مع طرق تتقاطع مع بعضها البعض بزوايا قائمة. كان المجمع بأكمله من طبيعة مستوطنة محصنة. كانت حضارة تيراماري منتشرة على نطاق واسع في بيانورا بادانا، وفي بقية أوروبا. تطورت الحضارة في العصر البرونزي الأوسط والمتأخر، بين القرنين السابع عشر والثالث عشر قبل الميلاد.
تطورت حضارة كاستيليري في إستريا خلال العصر البرونزي الوسيط. استمرت لأكثر من ألف عام، من القرن الخامس عشر قبل الميلاد حتى الفتح الروماني في القرن الثالث قبل الميلاد. أخذت اسمها من الأحياء المحصنة (اللغة الفريولية : cjastelir) التي ميزت الحضارة.
تطورت حضارة كانيغراتي من منتصف العصر البرونزي (القرن الثالث عشر قبل الميلاد) حتى العصر الحديدي في بيانورا بادانا، في ما يعرف الآن بغرب لومبارديا، شرق بيمنتة، وتيسينو. أخذت اسمها من بلدة كانيغراتي، حيث عُثر في القرن العشرين على نحو خمسين قبرًا من الخزف والأشياء المعدنية. هاجرت حضارة كانيغراتي من الجزء الشمالي الغربي من جبال الألب ونزلت إلى بيانورا بادانا من ممرات جبال الألب السويسرية وتيسينو.
تطورت حضارة غولاساكا بدءًا من أواخر العصر البرونزي في سهل بو. أخذت اسمها من جولاسيكا، وهي منطقة مجاورة لتيسينو، حيث نقّب رئيس الأباتي جيوفاني باتيستا جياني، في أوائل القرن التاسع عشر، عن أول اكتشافاته. تمتد بقايا حضارة غولاسيكا على مساحة 20000 كيلومتر مربع تقريبًا جنوب جبال الألب، بين أنهار بو وسيسيا وسيريو، التي يرجع تاريخها إلى القرنين التاسع والرابع قبل الميلاد.

### غرب أوروبا

#### بريطانيا العظمى
في بريطانيا العظمى، يعد العصر البرونزي الفترة من قرابة 2100 إلى 750 قبل الميلاد. جلبت الهجرة أشخاصًا جددًا إلى الجزر من القارة. تشير الأبحاث الحديثة حول نظائر مينا الأسنان على الجثث الموجودة في مقابر العصر البرونزي المبكر حول ستونهنج إلى أن بعض المهاجرين على الأقل جاءوا من منطقة سويسرا الحديثة. مثال آخر هو موقع ماست فارم، بالقرب من ويتليسي، والذي استضاف مؤخرًا عجلة العصر البرونزي الأكثر اكتمالًا التي عُثر عليها على الإطلاق. أظهرت حضارة القدور سلوكيات مختلفة من شعب العصر الحجري الحديث الأقدم، وكان التغيير الثقافي مهمًا. يُعتقد أن الاندماج كان سلميًا، حيث يبدو أن العديد من مواقع هنغ المبكرة قد تبناها الوافدون الجدد. تطورت حضارة ويسيكس الغنية في جنوب بريطانيا في هذا الوقت. بالإضافة إلى ذلك، كان المناخ يتدهور، حيث كان الطقس دافئًا وجافًا، فقد أصبح أكثر رطوبة مع استمرار العصر البرونزي، مما أجبر السكان على الابتعاد عن المواقع التي يسهل الدفاع عنها في التلال وداخل الوديان الخصبة. تطورت مزارع الماشية الكبيرة في الأراضي المنخفضة ويبدو أنها ساهمت في النمو الاقتصادي وألهمت زيادة إزالة الغابات. بدأت حضارة ديفيريل ريمبوري في الظهور في النصف الثاني من العصر البرونزي  (ق. 1400 – 1100 قبل الميلاد) لاستغلال هذه الظروف. كانت ديفون وكورنوال من المصادر الرئيسية للقصدير في معظم أنحاء أوروبا الغربية، واستخرج النحاس من مواقع مثل منجم غريت أورم في شمال ويلز. يبدو أن المجموعات الاجتماعية كانت قبلية ولكن مع تزايد التعقيد وصارت التسلسلات الهرمية أكثر وضوحًا.
أصبح دفن الموتى أكثر فردية. على سبيل المثال، بينما في العصر الحجري الحديث، كانت هناك غرفة كبيرة أو بارو طويل يؤوي الموتى، دفن الناس في العصر البرونزي المبكر موتاهم في جثوات فردية، أو أحيانًا في سيست مغطاة بالرجوم.
اكتشف أكبر كميات من الأغراض البرونزية في إنجلترا في شرق كمبريدجشير، حيث عُثر على أهم الاكتشافات في ايسلهم. مُورست صناعة سبائك النحاس بالزنك أو القصدير لصنع النحاس الأصفر أو البرنز بعد فترة وجيزة من اكتشاف النحاس نفسه. امتد منجم واحد للنحاس في غريت أورم في شمال ويلز إلى عمق 70 مترًا. في إلدرلي إدج في شيشاير، أنشأت تواريخ الكربون التعدين في قرابة 2280 إلى 1890 قبل الميلاد (بنسبة احتمال 95 بالمئة). يرجع تاريخ أقدم موقع لصنع الأدوات المعدنية إلى ما يقرب من القرن الثاني عشر قبل الميلاد بواسطة فخار على طراز جرة كروية. تضمنت الشقوف التي يمكن تحديدها من أكثر من 500 جزء من القالب تناسبًا مثاليًا لمقبض سيف على طراز ويلبرتون في متحف مقاطعة سومرست.

#### العصر البرونزي الأطلسي
العصر البرونزي الأطلسي عبارة عن مجمع حضاري يعود إلى الفترة ما بين 1300 و700 قبل الميلاد تقريبًا ويضم حضارات مختلفة في البرتغال والأندلس وجليقية وبريطانيا وأيرلندا. تتميز بالتبادل الاقتصادي والثقافي. تمتد الاتصالات التجارية إلى الدنمارك والبحر الأبيض المتوسط. حُدد العصر البرونزي الأطلسي من خلال العديد من المراكز الإقليمية المتميزة لإنتاج الفلزات، والتي وُحدت من خلال التبادل البحري المنتظم لبعض منتجاتها.

#### أيرلندا
بدأ العصر البرونزي في أيرلندا قرابة 2000 قبل الميلاد عندما كان النحاس مخلوطًا بالقصدير واستخدم في تصنيع الفؤوس المسطحة من نوع بليبيغ والمصنوعات المعدنية المرتبطة بها. تُعرف الفترة السابقة بالعصر النحاسي وتتميز بإنتاج الفؤوس المسطحة والخناجر والمطارد والمخارط من النحاس. تنقسم الفترة إلى ثلاث مراحل: العصر البرونزي المبكر (2000 – 1500 قبل الميلاد)، العصر البرونزي الوسيط (1500 – 1200 قبل الميلاد)، والعصر البرونزي المتأخر (1200 قبل الميلاد - ق. 500 قبل الميلاد). تشتهر أيرلندا أيضًا بعدد كبير نسبيًا من مدافن العصر البرونزي المبكر.
أحد الأنواع المميزة للقطع الأثرية في العصر البرونزي المبكر في أيرلندا هو الفأس المسطح. هناك خمسة أنواع رئيسة من المحاور المسطحة: لوف رافيل (ق. 2200 قبل الميلاد)، بليبيغ (ق. 2000 قبل الميلاد)، كيلاها (ق. 2000 قبل الميلاد)، بليفالي (ق. 2000 – 1600 قبل الميلاد)، ديرينيغين (ق. 1600 قبل الميلاد) وعدد من السبائك المعدنية على شكل فؤوس.

### شمال أوربا
يمتد العصر البرونزي في شمال أوروبا على مدار الألفية الثانية قبل الميلاد التي استمرت حتى ق. 600 قبل الميلاد. كان العصر البرونزي الشمالي فترة وحضارة من العصر البرونزي في التاريخ الاسكندنافي السابق، ق. 1700 – 500 قبل الميلاد، مع مواقع وصلت إلى أقصى الشرق مثل إستونيا. بعد الحضارة المتأخرة من العصر الحجري الحديث، فإن صلاتها العرقية واللغوية غير معروفة في غياب المصادر المكتوبة. ويليه العصر الحديدي ما قبل الروماني.

### القوقاز
أُرخت القطع الأثرية البرونزية الزرنيخية لحضارة مايكوب في شمال القوقاز في قرابة الألفية الرابعة قبل الميلاد. أدى هذا الابتكار إلى تداول تكنولوجيا البرنز الزرنيخية في جنوب وشرق أوروبا.

### سهوب بونتيك - قزوين
انتشر العصر البرونزي لأسلاف رعاة سهوب يمنايا إلى قارتين فرعيتين - أوروبا وجنوب آسيا، وموقع حضارة أفاناسيفو، التي لها نفس الخصائص الجينية مثل يمنايا.
حضارة يامنايا هي حضارة العصر النحاسي المتأخر/العصر البرونزي المبكر في منطقة بوك الجنوبية/دنيستر/الأورال (سهوب بونتيك)، ويرجع تاريخها إلى القرنين السادس والثلاثين والثالثين والعشرين قبل الميلاد. حضارة سراديب الموتى، ق.  2800 – 2200 قبل الميلاد، تتألف من العديد من حضارات العصر البرونزي المبكر التي تحتل ما يُعرف حاليًا بروسيا وأوكرانيا. كانت حضارة سروبنايا من أواخر العصر البرونزي (القرنان الثامن عشر والثاني عشر قبل الميلاد). إنها خليفة حضارتي  يمنايا وبولتافكا.

## إفريقيا

### أفريقيا جنوب الصحراء الكبرى
ظهر صهر الحديد والنحاس في نفس الوقت تقريبًا في معظم أنحاء إفريقيا. على هذا النحو، فإن معظم الحضارات الأفريقية خارج مصر لم تشهد عصرًا برونزيًا مميزًا. تظهر الأدلة على صهر الحديد في وقت مبكر أو في نفس الوقت مثل صهر النحاس في نيجيريا ق. 900 – 800 قبل الميلاد، رواندا وبوروندي ق. 700 قبل الميلاد وتنزانيا ق. 300 قبل الميلاد.
هناك جدل طويل حول ما إذا كان تطوير كل من النحاس والحديد المعدني قد طُور بشكل مستقل في إفريقيا جنوب الصحراء الكبرى أو أُدخل من الخارج عبر الصحراء الكبرى من شمال إفريقيا أو المحيط الهندي. الأدلة على نظريات التطور المستقل والمقدمة الخارجية نادرة وتخضع للنقاش العلمي النشط. اقترح العلماء أن كلا من الندرة النسبية للبحوث الأثرية في أفريقيا جنوب الصحراء الكبرى وكذلك التحيزات طويلة الأمد قد حدت أو وجهت فهمنا لعلم الفلزات قبل التاريخ في القارة. وصف أحد العلماء حالة المعرفة التاريخية على هذا النحو: "إن القول بأن تاريخ علم الفلزات في إفريقيا جنوب الصحراء معقد ربما يكون بخسًا."

### غرب إفريقيا
كان صهر النحاس في غرب أفريقيا قبل ظهور صهر الحديد في المنطقة. عُثر على أدلة على أفران صهر النحاس بالقرب من أغاديس بالنيجر والتي يرجع تاريخها إلى عام 2200 قبل الميلاد. ومع ذلك، فإن الأدلة على إنتاج النحاس في هذه المنطقة قبل 1000 قبل الميلاد محل نقاش. عُثر على أدلة على تعدين النحاس وصهره في أكجوجت بموريتانيا التي تشير إلى الإنتاج على نطاق صغير ق. 800 – 400 قبل الميلاد.

### المغرب العربي
انتقل المغرب العربي من مرحلة العصر الحجري المتوسط إلى العصر الحجري الحديث بين الألفية السادسة قبل الميلاد والألفية الخامسة قبل الميلاد، ثم دخل فترة وسيطة بين العصر الحجري الحديث والعصر النحاسي والعصر البرونزي على الأرجح في الألفية الثانية قبل الميلاد. على الرغم من أنهم لم ينتقلوا حقًا إلى العصر النحاسي أو العصر البرونزي ، إلا أنهم ظلوا بينهم وبين العصر الحجري الحديث.

## الأمريكتان
اكتشفت حضارة موتشي في أمريكا الجنوبية صهر البرنز بشكل مستقل وطورته، طور الإنكا التكنولوجيا البرونزية واستخدموها على نطاق واسع للأشياء النفعية والنحت. يشير ظهور لاحق لصهر البرنز المحدود في غرب المكسيك إما إلى اتصال تلك المنطقة بحضارات الأنديز أو اكتشاف منفصل للتكنولوجيا. كان لشعب كالتشاكي في شمال غرب الأرجنتين تقنية البرنز.

## التجارة
لعبت التجارة والصناعة دورًا رئيسيًا في تطور حضارات العصر البرونزي القديم. ومع العثور على قطع أثرية من حضارة وادي السند في بلاد الرافدين القديمة ومصر، فمن الواضح أن هذه الحضارات لم تكن على اتصال ببعضها البعض فحسب، بل كانت تمارس التجارة أيضًا. اقتصرت التجارة المبكرة لمسافات طويلة بشكل شبه حصري تقريبًا على السلع الفاخرة مثل التوابل والمنسوجات والمعادن الثمينة. لم يقتصر الأمر على جعل المدن ذات الكميات الوفيرة من هذه المنتجات غنية للغاية فحسب، بل أدى أيضًا إلى اختلاط الثقافات لأول مرة في التاريخ.
لم تقتصر طرق التجارة على الطرق البرية فحسب، بل كانت عن طريق الطرق البحرية أيضًا. كانت طرق التجارة الأولى والأكثر اتساعًا هي تلك الممتدة على طول الأنهار مثل نهر النيل ودجلة والفرات، مما أدى إلى نمو المدن على ضفاف هذه الأنهار. كما ساعد تدجين الإبل في وقت لاحق على تشجيع استخدام طرق التجارة البرية، وربط وادي السند بالبحر الأبيض المتوسط. أدى هذا أيضًا إلى ظهور المدن بشكل كبير في أي مكان وفي كل مكان كان هناك محطة توقف أو ميناء قافلة إلى سفينة.

## هوامش
1. ↑  الحجري، البرونزي، الحديدي.
2. ↑  الكتابة المسمارية.
3. ↑  الهيروغليفية.
4. ↑  شمال إفريقيا وجنوب شرق أوروبا.
5. ↑  أساسا مثل خام القصدير الكاسيتريتي.
6. ↑  تسمى غالبًا «مهد الحضارة».
7. ↑  موافق لانهيار العصر البرونزي
8. ↑  على الأقل خلال بعض الفترات.
9. ↑  الفترات الأخرى هي المملكة الوسطى، والمملكة الحديثة
10. ↑  هزم منتوحتب الثاني هيراكونبولس ماجنا (إهناسيا القديمة) وسلالتها قرابة. 2055-2004 قبل الميلاد
11. ↑  1292 – 1069 قبل الميلاد
12. ↑  عصر الرعامسة
13. ↑  العصر البرونزي الأوسط.
14. ↑  تحت حُكم شمشي أدد الأول
15. ↑  وأول تاريخ دقيق للحضارة الأوغاريتية
16. ↑  تسمى قديمًا  ألاشيا
17. ↑  آرام التوراتية.
18. ↑  الآشوريون والبابليون
19. ↑  كانت آنذاك بلدة إدارية صغيرة
20. ↑  على عكس آشور الأقوى عسكريا.
21. ↑  .حضارة أندرونوفو.
22. ↑  القرنين الحادي عشر والثالث قبل الميلاد، من القرن الخامس، أُطلق عليه أيضًا اسم العصر الحديدي
23. ↑  مجمع متعدد الحضارات عبر شمال أوراسيا
24. ↑  منتجات العقيق، ونحت الأختام.
25. ↑  النحاس والبرونز والرصاص والقصدير.
26. ↑  الذي يرجع تاريخه إلى 2100 إلى 1700 قبل الميلاد.
27. ↑  المعروف اليوم باسم سانتوريني.
28. ↑  كما يعتقد معظم علماء التسلسل الزمني  الآن.
29. ↑  تسمى أيضًا العصر البرونزي الإيطالي.
30. ↑  كانوا اليوغانيين وفقًا لبلينوس الأكبر،  ؛ والرايتيين[الإنجليزية] فقًا لسترابو.
31. ↑  في شمال إيطاليا.
32. ↑  خاصة على طول نهر بانارو، بين مودنة وبولونيا.
33. ↑  حوالي خمسين مقبرة مع مصنوعات خزفية ومعدنية.
34. ↑  الذي كان حتى هذه الفترة جماعيًا.
35. ↑  معروفة أيضًا بشكل شائع ووُضعت علامة عليها في خرائط مسح الذخائر البريطانية الحديثة باسم المدافن.
36. ↑  أكثر من 6500 قطعة.
37. ↑  سيغويلز[الإنجليزية]، سومرسيت.
38. ↑  حضارة أونيتيتسكا، حضارة أورنفيلد، حضارة التلال الجنائزية، حضارة تيراماري، حضارة لوساتيان.

## الملاحظات
1. ↑  اكتشف البرونز بشكل مستقل في حضارة مايكوب في شمال القوقاز في وقت مبكر من منتصف الألفية الرابعة قبل الميلاد،مما يجعلها من أقدم منتجي أنواع البرونز المعروفة. ومع ذلك، فإن حضارة مايكوب اكتشفت فقط البرونز الزرنيخي. طورت مناطق أخرى البرونز والتقنية المرتبطة به في فترات مختلفة
2. ↑  لا علاقة لتواريخ ومراحل فترة الشرق الأدنى بالتسلسل الزمني البرونزي لمناطق أخرى من العالم.[8]
3. ↑  «صاغ  عالم المصريات الفرنسي جي ماسبيرو (1896)لأول مرة عام 1881 المصطلح المضلل إلى حد ما «شعوب البحر» يشمل المرادفات العرقية لوكا وشردان وشيكلش وتيريش واقويش ودينيين وتجيكر/سيكل ووشيش وبيليست (فلسطين) [حاشية سفلية: يشير المصطلح الحديث "شعوب البحر إلى الشعوب التي تظهر في العديد من نصوص المملكة المصرية الحديثة على أنها نشأت من "الجزر" (الجداول 1-2 ؛ آدامز وكوهين، هذا المجلد؛ انظر مثلا Drews 1993، صفحة 57 من أجل ملخص). ويهدف استخدام علامات الاقتباس مع مصطلح "شعوب البحر" في عنواننا إلى لفت الانتباه إلى الطبيعة الإشكالية لهذا المصطلح الشائع الاستخدام. وتجدر الإشارة إلى أن تسمية "البحر" تظهر فقط فيما يتعلق الشردان، والشيكلش، والأخيون. بعد ذلك، طُبق هذا المصطلح بشكل عشوائي إلى حد ما على العديد من الأسماء العرقية الإضافية مثل البيليست، الذين صُوروا في أقرب ظهور لهم على أنهم غزاة من الشمال خلال عهدي مرنبتاح ورمسيس الثالث (انظر مثلا Sandars 1978؛ Redford 1992، صفحة 243، ملاحظة 14؛ لمراجعة حديثة للأدبيات الأولية والثانوية، انظر Woudhuizen 2006). من الآن فصاعدًا سيظهر مصطلح شعوب البحر بدون علامات اقتباس.]»[11]
4. ↑  «الأطروحة القائلة بحدوث" هجرة كبيرة لشعوب البحر" حوالي 1200 قبل الميلاد، يُفترض أنها تستند إلى نقوش مصرية، إحداها من عهد مرنبتاح والأخرى من عهد رمسيس الثالث. ولكن لا مكان لمثل هذه الهجرة في النقوش نفسها. يظهر. بعد مراجعة ما تقوله النصوص المصرية عن "شعوب البحر"، لاحظ عالم المصريات (فولفغانغ هيلك) مؤخرًا أنه على الرغم من أن بعض الأشياء غير واضحة، «eins ist aber sicher: Nach den agyptischen Texten Haben wir es Nicht mit einer 'Volkerwanderung' zu tun». وهكذا فإن فرضية الهجرة لا تقوم على النقوش نفسها ولكن على تفسيرها.»[12]
5. ↑  «كان عدم الاستقرار السياسي من هذا النوع، ليس فقط في آسوا ولكن على طول ساحل بحر إيجة، الذي تمكن الميسينيون من استغلاله. تشير إحدى الرسائل المجزأة إلى آسوا وأهياوا معًا، مما يعني أن تمرد آسوا ربما كان مدعومًا من قبل الميسينيين. رسالة أخرى (غامضة) تقول "انسحب ملك أهياوا أو تراجع" أو "اعتمد شخص ما على ملك أهياوا"، لذلك كان الملك الميسيني إما يقود جيشه في الأناضول أو يدعم التمرد من بعيد.»[14]
6. ↑  «تجري المرحلة الأولى (العصر البرونزي الأوسط 2 أ) بالتوازي تقريبًا مع الأسرة المصرية الثانية عشر» Keel & Uehlinger 1998، صفحة 17
7. ↑  «بالنسبة للمملكة الوسطى والعصر الوسيط الثاني فهو العصر البرونزي الوسيط» Trigger et al. 137، صفحة 83
8. ↑  «... يعتقد قادة المشروع أنهم يعرفون من المسؤول عن رقعة الدمار: هاتوسيلي الأول (حوالي 1650-1620 قبل الميلاد)، أحد الملوك الأوائل للإمبراطورية الحيثية، التي كانت تُوسع أراضيها من وسط الأناضول خلال الألفية الثانية قبل الميلاد ومن المحتمل أن تكون قد نهبوا مدينة [زنجيرلي]...»Jason 2019
9. ↑  قُدّم المصطلح الأثري "العصر البرونزي" لأول مرة لأوروبا في ثلاثينيات القرن التاسع عشر وسرعان ما امتد إلى الشرق الأدنى. بحلول ستينيات القرن التاسع عشر، كان هناك بعض الجدل حول ما إذا كان ينبغي تمديد المصطلح ليشمل الصين
(جون لوبوك، عصور ما قبل التاريخ (1868)، مقتبس من مجلة أثينيوم (1828)[الإنجليزية] رقم 2121، 20 يونيو 1868، صفحة 870
10. ↑  «دون الدخول في السؤال المحير عما إذا كان هناك عصر برونزي أم لا في أي جزء من العالم يتميز بالاستخدام الوحيد لهذا المعدن، إنها حقيقة أنه في الصين واليابان حتى يومنا هذا، وسط العصر الحديدي، يُستخدم البرونز باستمرار لأدوات القطع، إما بمفرده أو مع الفولاذ.[77]»
11. ↑  «ربما كان كل من موهينجو دارو وهارابا يضمان ما بين 30 000 إلى 60 000 شخص (وربما أكثر في الحالة الأولى). وكان النقل المائي حاسما لتزويد هذه المدن وغيرها. ومع ذلك، فإن الغالبية العظمى من الناس يعيشون في المناطق الريفية. في ذروة حضارة وادي السند، ربما كانت شبه القارة الهندية تحتوي على 4-6 ملايين شخص.»
[102]
12. ↑  اقتباس مضمن

### الفهرس
1. ↑  أحمد مختار عمر. معجم اللغة العربية المعاصرة. ص. 197. مؤرشف من الأصل في 2023-01-11.
2. ↑  محاسيس 2010، صفحة 95
3. ↑  موسوعة بريتانيكا
4. ↑  McClellan & Dorn 2006، صفحة 21
5. ↑  Radivojevic et al. 2013
6. ↑  Sljivar & Boric 2014
7. ↑  Radivojevic et al. 2014
8. ↑  Bienkowski & Millard 2000، صفحة 60، Kuhrt 1995، صفحة 9
9. 1 2  الماجدي 2017، صفحة 67
10. ↑  جابر 2021، صفحة 97
11. ↑  Killebrew 2013، صفحة 2
12. ↑  Drews 1993، صفحات 48-61
13. ↑  Kelder 2004–2005
14. ↑  
Castleden 2005، صفحات 202–203
15. ↑  Kelder 2004–2005، صفحة 66
16. ↑  Beckman et al. 2011، صفحة 66
17. 1 2  Sowada 2009
18. ↑  de Blois & Spek 2019، صفحة 14
19. ↑  سليم 1989، صفحة 47
20. ↑  Malek 2003، صفحة 83
21. ↑  Redford 2001، صفحة 526
22. ↑  Hansen 2000، صفحة 68
23. ↑  ماهر 2015، صفحة 40
24. ↑  Gardiner 1961، صفحات 107-109
25. ↑  Bard 2009
26. ↑  Van De Mieroop 2011، صفحات 97، 99
27. 1 2  Childs & Killick 1993
28. ↑  Miller & Merwe 1994
29. ↑  بشروئي & مسعودي 2017، صفحة 63
30. ↑  Ilin-Tomich 2016، صفحة 7
31. ↑  Morenz & Popko 2010، صفحات 108–109
32. ↑  Ramsey et al. 2010
33. ↑  Shaw 2000، صفحة 481
34. ↑  شحيلات & إلياس 2011، صفحات 12 – 16
35. ↑  McAlpin 1981
36. ↑  Potts 1999، صفحة 45
37. ↑  Dalton & Franks 1905، صفحات 12 – 16
38. ↑  Masson 1999
39. ↑  Vidale 2017
40. ↑  Possehl 1986
41. ↑  Piggott 1962
42. ↑  Ahmed 2014، صفحة 103
43. ↑  Lawler 2010
44. ↑  Mogens 2000، صفحة 57
45. ↑  
Watson 1999، صفحة 157
46. ↑  Kuhrt 1997، صفحة 306
47. ↑  
Feldman 2002
48. ↑  Watson & Wyatt 1999، صفحة 624
49. ↑  Novák 2013، صفحة 348
50. ↑  Herrmann et al. 2020
51. ↑  Bryce 2005
52. ↑  Lipiński 2000
53. ↑  Gzella 2015
54. ↑  Younger 2016
55. ↑  
Roux 1992
56. ↑  Woolley 1965، صفحة 9
57. ↑  روتن 1984، صفحات 31-34
58. ↑  André-Salvini 2012، صفحات 28-29
59. ↑  Lambert 2011
60. ↑  Saggs 1984، صفحة 40
61. ↑  seri 2012، صفحات 12–13
62. ↑  هُيلَنْد 2010، صفحة 40
63. ↑  
Spengler 2015، صفحات 2015-253
64. ↑  Vidale 2017، صفحات 8–10 والجدول 1
65. ↑  
Starr 2015، صفحة 73
66. ↑  Grousset 1970، صفحات 29–31
67. ↑  Brunner 1968، صفحة 747
68. ↑  Possehl 2002، صفحات 215–232
69. ↑  Narasimhan et al. 2019
70. 1 2 3 4  Keys 2009، صفحة 9
71. ↑  White & Hamilton 2009، صفحات 357–397
72. ↑  Lalueza-Fox et al. 2004، صفحات 941–947
73. ↑  Keyser et al. 2009، صفحات 395–410
74. ↑  Martini 2010، صفحة 310
75. ↑  Higham 2004، صفحة 200
76. ↑  Thorp 2013
77. ↑  Buckingham et al. 1868، صفحة 408
78. ↑  Wu 1995، صفحات 11، 13
79. ↑  Chang 1982، صفحة 6–7
80. ↑  Chang 1982، صفحة 1
81. ↑  المعرض الوطني الأمريكي للفنون 1999، صفحة 12
82. ↑  Liu 2005
83. ↑  Romgard 2008، صفحات 30–32
84. ↑  Yunxiang 2003، صفحات 157–165
85. ↑  von Erdberg 1993، صفحة 20
86. ↑  Shaughnessy 1992، صفحات xv–xvi
87. ↑  Shaughnessy 1992، صفحات 76–83
88. ↑  Shaughnessy 1992، صفحة 107
89. ↑  
Eckert et al. 1990، صفحة 9
90. ↑  معهد ويذرهيد لشرق آسيا
91. ↑  موقع التاريخ الكوري
92. ↑  Ahn 2000، صفحات 41–66
93. ↑  Bale 2001، صفحات 77–84
94. ↑  Crawford & Lee 2003، صفحات 87–95
95. ↑  Rhee & Choi 1992، صفحات 51–95
96. ↑  
Shinya 2007
97. 1 2  Keally 2006
98. ↑  Mizoguchi 2013، صفحة 54
99. ↑  Pearson 1990، صفحات 912–922
100. ↑  Bertrand et al. 2016
101. ↑  
Wright 2010، صفحات 115–125
102. ↑  Dyson 2018، صفحة 29
103. ↑  McIntosh 2008، صفحات 387
104. ↑  Cadet et al. 2021
105. ↑  Tucci et al. 2014
106. ↑  
Cadet et al. 2019
107. ↑  Hamilton 2001، صفحات 7-8
108. 1 2  Higham et al. 2011، صفحات 227–274
109. ↑  MOORE & PAUK 2001، صفحات 35–47
110. ↑  Tayles, Domett & Pauk 2001، صفحات 35–47
111. ↑  Myanmar travel information 2007
112. ↑  Higham 2011، صفحات 365–389
113. 1 2  White 1995، صفحات 101–123
114. ↑  O'Reilly 2003، صفحات 300–306
115. ↑  Taylor 1991، صفحة 313
116. 1 2  Oxenham, Thuy & Cuong 2005، صفحات 359–376
117. ↑  Waldman & Mason 2006، صفحة 524
118. ↑  Lancaster 1990، صفحة 228
119. ↑  Drews 1995، صفحة 228
120. ↑  
Neer 2012، صفحة 63
121. ↑  
Swiny 1997
122. ↑  Creevey 1994
123. ↑  Knapp, Held & Manning 1994، صفحات 377–453
124. ↑  Lockard 2014، صفحة 96
125. ↑  Antonopoulos 1992، صفحات 153–168
126. ↑  Rackham & Moody 1996، صفحة 8
127. 1 2  Radivojevic et al. 2013
128. ↑  Ancient Treasures
129. ↑  Coles & Harding 1979، صفحة 165
130. ↑  Bury et al. 1975، صفحة 720
131. ↑  Piccolo, Salvatore, op. cit., pp. 1 onwards.
132. ↑  Pearce 1998، صفحات 743–746
133. ↑  Mihovilić, Hansel & Teržan 2020، صفحات 18-19
134. ↑  Agnoletto 1992، صفحات 18-19
135. ↑  Raffaele de Marinis 1988
136. ↑  Barras 2019
137. ↑  Hall Coles، صفحات 81–88
138. ↑  O'Brien 1997
139. ↑  Timberlake & Prag 2005، صفحة 396
140. ↑  Tabor 2008، صفحات 61–69
141. ↑  Bowman & Needham 2007، صفحات 53–108
142. ↑  Comendador Rey 2010
143. ↑  Cunliffe 2011، صفحات 254–258
144. ↑  Quilliec 2007، صفحات 93–107
145. ↑  Herity & Eogan 1996، صفحة 114
146. ↑  Ó Cróinín 2008
147. ↑  Waddell 1998، صفحة 114
148. ↑  Kohl 2007، صفحة 58
149. ↑  Gimbutas 1973، صفحة 177
150. ↑  Barras 2019
151. ↑  University of Copenhagen 2017
152. ↑  ANSEDE 2018
153. 1 2  Miller & van der Merwe 1994
154. 1 2 3 4  
Childs 2008، صفحات 1596–1601
155. 1 2 3 4 5  Holl 2009
156. ↑  Alpern 2005
157. ↑  Killick 2009
158. 1 2  Chirikure 2010
159. ↑  Killick et al. 1988
160. ↑  Barbatti 2008، صفحة 59
161. ↑  Davies 2014، صفحة 26
162. ↑  Jones 2001، صفحات 206–221
163. ↑  Ambrosetti 2009
164. ↑  
Kristiansen 2015، صفحات 361–392

### المعلومات الكاملة للمراجع

#### مقالات مُحكَّمة(مرتبة حسب تاريخ النشر)
بالإنجليزية
- Gimbutas, Marija (1973). "The Beginning of the Bronze Age in Europe and the Indo- Europeans 3500–2500 BC". Journal of Indo-European Studies (بالإنجليزية). 1: 163–214. ISSN:0092-2323. Archived from the original on 2023-08-26.
- Mickel, Stanley; Chang, K. C. (1988-02). "Studies of Shang Archaeology: Selected Papers from the International Conference on Shang Civilization". The American Historical Review (بالإنجليزية). 93 (1): 207. DOI:10.2307/1865812. ISSN:0002-8762. Archived from the original on 2023-08-19. {{استشهاد بدورية محكمة}}: تحقق من التاريخ في: |تاريخ= (help)
- Killick, David; van der Merwe, Nikolaas J.; Gordon, Robert B.; Grebenart, Danilo (1988). "Reassessment of the Evidence for Early Metallurgy in Niger, West Africa". Journal of Archaeological Science (بالإنجليزية). 15 (4): 367–3944. DOI:10.1016/0305-4403(88)90036-2.
- Pearson, Richard (1990). "Chiefly exchange between Kyushu and Okinawa, Japan, in the Yayoi period". Antiquity (بالإنجليزية). 64 (245): 912–922. DOI:10.1017/S0003598X00079023. ISSN:0003-598X. Archived from the original on 2023-08-22.
- Rhee, S. N.; Choi, M. L. (1992). "Emergence of Complex Society in Prehistoric Korea". Journal of World Prehistory (بالإنجليزية). 6: 51–95. DOI:10.1007/BF00997585. S2CID:145722584.
- 1992 – Antonopoulos, John (1 Mar 1992). "The great Minoan eruption of Thera volcano and the ensuing tsunami in the Greek Archipelago". Natural Hazards (بالإنجليزية). 5 (2): 153–168. DOI:10.1007/BF00127003. ISSN:1573-0840. Archived from the original on 2023-05-22.
- Childs, S. Terry; Killick, David (1 Oct 1993). "Indigenous African Metallurgy: Nature and Culture". Annual Review of Anthropology (بالإنجليزية). 22 (1): 317–337. DOI:10.1146/annurev.an.22.100193.001533. ISSN:0084-6570. Archived from the original on 2022-02-23. Retrieved 2022-03-18.
- von Erdberg, Elizabeth (1993). Ancient Chinese Bronzes: Terminology and Iconology (بالإنجليزية). Siebenbad-Verlag. p. 20. ISBN:978-3877470633.
- Miller, Duncan E.; Merwe, Nikolaas J. Van Der (Mar 1994). "Early Metal Working in Sub-Saharan Africa: A Review of Recent Research*". The Journal of African History (بالإنجليزية). 35 (1): 1–36. DOI:10.1017/S0021853700025949. ISSN:1469-5138. Archived from the original on 2021-05-25. Retrieved 2022-03-18.
- Miller, Duncan E.; van der Merwe, Nikolaas J. (1994). "Early Metal Working in Sub-Saharan Africa: A Review of Recent Research". The Journal of African History (بالإنجليزية). 35 (1): 1–36. DOI:10.1017/s0021853700025949. JSTOR:182719.
- Knapp, A. Bernard; Held, Steve O.; Manning, Sturt W. (1994). "The Prehistory of Cyprus: Problems and Prospects". Journal of World Prehistory (بالإنجليزية). 8 (4): 377–453. ISSN:0892-7537. Archived from the original on 2023-08-23.
- White, J.C. (1995). "Incorporating Heterarchy into Theory on Socio‐political Development: The Case from Southeast Asia". Archeological Papers of the American Anthropological Association (بالإنجليزية). 6 (1): 101–123. DOI:10.1525/ap3a.1995.6.1.101.
- Nylan, Michael; Hung, Wu (1997). "Monumentality in Early Chinese Art and Architecture". Artibus Asiae (بالإنجليزية). 57 (1/2): 157. DOI:10.2307/3249954. ISSN:0004-3648. Archived from the original on 2023-08-19.
- Bale, Martin T. (2001). "Archaeology of Early Agriculture in Korea: An Update on Recent Developments". Bulletin of the Indo-Pacific Prehistory Association (بالإنجليزية). 21 (5): 77–84.
- Hamilton, Elizabeth (2001). "Bronze from Ban Chiang, Thailand: A view from the Laboratory" (PDF). Expedition Magazine (بالإنجليزية). متحف الآثار والأنثروبولوجيا في جامعة بنسيلفانيا. Archived from the original (PDF) on 2011-04-27. Retrieved 2023-08-23.
- MOORE, ELIZABETH; PAUK, PAUK (2001). "Nyaung-gan: A Preliminary Note on a Bronze Age Cemetery near Mandalay, Myanmar (Burma)". Asian Perspectives (بالإنجليزية). 40 (1): 35–47. ISSN:0066-8435. JSTOR:42928486. Archived from the original on 2023-08-23.
- Tayles, Nancy; Domett, Kate; Pauk, U. Pauk (Jun 2001). "Bronze Age Myanmar (Burma): a report on the people from the cemetery of Nyaunggan, Upper Myanmar". Antiquity (بالإنجليزية). 75 (288): 273–278. DOI:10.1017/S0003598X00060907. ISSN:0003-598X. S2CID:164095160. Archived from the original on 2022-02-10.
- Jones, Julie (2001). "Innovation and Resplendence: Metalwork for Moche Lords". Studies in the History of Art (بالإنجليزية). 63: 206–221. JSTOR:42622322.
- Feldman, Marian H. (2002). "Ambiguous Identities: The -Marriage- Vase of Niqmaddu II and the Elusive Egyptian Princess". Journal of Mediterranean Archaeology (بالإنجليزية). Equinox Publishing Ltd. 15 (1). ISSN:1743-1700. Archived from the original on 2011-07-10. Retrieved 2022-03-18.
- Yunxiang, Bai (2003). "A Discussion on Early Metals and the Origins of Bronze Casting in China" (PDF). Chinese Archaeology (بالإنجليزية). 3 (1): 157–165. DOI:10.1515/char.2003.3.1.157. Archived from the original (PDF) on 2023-04-25.{{استشهاد بدورية محكمة}}:  صيانة الاستشهاد: postscript (link)
- Crawford, Gary W.; Lee, Gyoung-Ah (2003). "Agricultural Origins in the Korean Peninsula". Antiquity (بالإنجليزية). 77 (295): 87–95. DOI:10.1017/S0003598X00061378. S2CID:163060564.
- O'Reilly، D.J.W. (2003). "Further evidence of heterarchy in Bronze Age Thailand". Current Anthropology. ج. 44 ع. 2: 300–306. DOI:10.1086/367973.
- Kelder, Jorrit M. (2004–2005). "Mycenaeans in Western Anatolia". Talanta: Proceedings of the Dutch Archaeological and Historical Society (بالإنجليزية). XXXVI–XXXVII: 49–88. Archived from the original on 2023-06-28. Retrieved 2013-11-06.
- Lalueza-Fox، C.؛ Sampietro، M.L.؛ Gilbert، M.T.؛ Castri، L.؛ Facchini، F.؛ Pettener، D.؛ Bertranpetit، J. (2004). "Unravelling migrations in the steppe: Mitochondrial DNA sequences from ancient central Asians". Proceedings. Biological Sciences. ج. 271 ع. 1542: 941–947. DOI:10.1098/rspb.2004.2698. PMC:1691686. PMID:15255049.
- 2005 – Alpern, Stanley B. (2005). "Did They or Didn't They Invent It? Iron in Sub-Saharan Africa". History in Africa (بالإنجليزية). 32: 41–94. DOI:10.1353/hia.2005.0003. JSTOR:20065735. Archived from the original on 2022-03-31.
- Oxenham, M.F.; Thuy, N.K.; Cuong, N.L. (2005). "Skeletal evidence for the emergence of infectious disease in bronze and iron age northern Vietnam". American Journal of Physical Anthropology (بالإنجليزية). 126 (4): 359–376. DOI:10.1002/ajpa.20048. PMID:15386222.
- Waldman, Carl; Mason, Catherine (2006). Encyclopedia of European Peoples (بالإنجليزية). Infobase Publishing. Vol. 1. p. 524. ISBN:978-1-4381-2918-1. Archived from the original on 2023-08-23.
- Shinya, Shōda (2007). "A Comment on the Yayoi Period Dating Controversy". Bulletin of the Society for East Asian Archaeology (بالإنجليزية). 1. Archived from the original on 2023-07-18.
- Bowman, Sheridan; Needham, Stuart (2007). "THE DUNAVERNEY AND LITTLE THETFORD FLESH-HOOKS: HISTORY, TECHNOLOGY AND THEIR POSITION WITHIN THE LATER BRONZE AGE ATLANTIC ZONE FEASTING COMPLEX" (PDF). The Antiquaries Journal (بالإنجليزية). 87: 53–108. DOI:10.1017/s0003581500000846. Archived from the original (PDF) on 2017-08-08. Retrieved 2011-09-22.
- Quilliec, Bénédicte T. (2007). "Life and death of an Atlantic sword: Reconstruction of the processes of fabrication, use wear and destruction" (PDF). Complutum (بالإنجليزية). 18: 93–107. Archived from the original (PDF) on 2020-05-06. Retrieved 2011-09-22.
- 2008 – Romgard, Jan (2008). "Questions of Ancient Human Settlements in Xinjiang and the Early Silk Road Trade, with an Overview of the Silk Road Research Institutions and Scholars in Beijing, Gansu, and Xinjiang". Sino-Platonic Papers (بالإنجليزية) (185). Archived from the original on 2023-08-22. Retrieved 2023-08-22.
- Holl, Augustin F. C. (2009). "Early West African Metallurgies: New Data and Old Orthodoxy". Journal of World Prehistory (بالإنجليزية). 22 (4): 415–438. DOI:10.1007/s10963-009-9030-6.
- Killick, David (2009). "Cairo to Cape: The Spread of Metallurgy Through Eastern and Southern Africa". Journal of World Prehistory (بالإنجليزية). 22 (4): 399–414. DOI:10.1007/s10963-009-9025-3.
- Keys, David (Jan 2009). "Scholars crack the code of an ancient enigma". مجلة بي بي سي للتاريخ  [لغات أخرى]‏ (بالإنجليزية). 10 (1): 9.{{استشهاد بدورية محكمة}}:  صيانة الاستشهاد: علامات ترقيم زائدة (link)
- White, Joyce; Hamilton, Elizabeth (2009). "The Transmission of Early Bronze Technology to Thailand: New Perspectives". Journal of World Prehistory (بالإنجليزية). 22 (4): 357–397. DOI:10.1007/s10963-009-9029-z.
- Keyser, Christine; Bouakaze, Caroline; Crubézy, Eric; Nikolaev, Valery G.; Montagnon, Daniel; Reis, Tatiana; Ludes, Bertrand (2009). "Ancient DNA provides new insights into the history of south Siberian Kurgan people". Human Genetics (بالإنجليزية). 126 (3): 395–410. DOI:10.1007/s00439-009-0683-0. PMID:19449030.
- Chirikure, Shadreck (2010). "On Evidence, Ideas and Fantasy: The Origins of Iron in Sub-Saharan Africa: Thoughts on É. Zagato & A.F.C. Holl's 'On the Iron Front'". Journal of African Archaeology (بالإنجليزية). 8 (1): 25–28. DOI:10.3213/1612-1651-10156. JSTOR:43135498.
- Ramsey, Christopher Bronk; Dee, Michael W.; Rowland, Joanne M.; Higham, Thomas F. G.; Harris, Stephen A.; Brock, Fiona; Quiles, Anita; Wild, Eva M.; Marcus, Ezra S.; Shortland, Andrew J. (2010). "Radiocarbon-Based Chronology for Dynastic Egypt". Science (بالإنجليزية). 328 (5985): 1554–1557. Bibcode:2010Sci...328.1554R. DOI:10.1126/science.1189395. PMID:20558717. S2CID:206526496. Archived from the original on 2023-05-26.
- Comendador Rey, Beatriz (2010). "SPACE AND MEMORY AT THE MOUTH OF THE RIVER ULLA (GALICIA, SPAIN)" (PDF). Conceptualising Space and Place: On the role of agency, memory and identity in the construction of space from the Upper Palaeolithic to the Iron Age in Europe (بالإنجليزية). Archaeopress. Archived from the original (PDF) on 2014-06-01. Retrieved 2011-04-26.
- Higham، C.؛ Higham، T.؛ Ciarla، R.؛ Douka، K.؛ Kijngam، A.؛ Rispoli، F. (2011). "The Origins of the Bronze Age of Southeast Asia". Journal of World Prehistory. ج. 24 ع. 4: 227–274. DOI:10.1007/s10963-011-9054-6.
- Higham, C.F.W. (2011). "The Bronze Age of Southeast Asia: New insight on social change from Ban Non Wat". Cambridge Archaeological Journal (بالإنجليزية). 21 (3): 365–389. DOI:10.1017/s0959774311000424.
- Radivojevic, M; Rehren, T; Kuzmanovic-Cvetkovic, J; Jovanovic, M; Northover, JP (2013). "Tainted ores and the rise of tin bronzes in Eurasia, ق.6500 years ago". Antiquity (بالإنجليزية). 87 (338): 1030–1045. DOI:10.1017/S0003598X0004984X. Archived from the original on 2018-11-19.
- Novák, Mirko (2013). "Upper Mesopotamia in the Mittani Period" (بالإنجليزية). فيسبادن: Harrassowitz Verlag. Archived from the original on =12 تشرين الثاني 2020. {{استشهاد بدورية محكمة}}: الاستشهاد بدورية محكمة يطلب |دورية محكمة= (help) and تحقق من التاريخ في: |تاريخ أرشيف= (help)صيانة الاستشهاد: علامات ترقيم زائدة (link)
- Radivojevic, M.; Rehren, Th.; Kuzmanovic-Cvetkovic, J.; Jovanovic, M. (2014). "Context is everything indeed: a response to Sljivar and Boric". Antiquity (بالإنجليزية). 88 (342): 1315–1319. DOI:10.1017/s0003598x00115492.
- Sljivar, D.; Boric, D.; et al. (2014). "Context is everything: comments on Radivojevic et al. (2013)". Antiquity (بالإنجليزية). 88 (342): 1310–1315. DOI:10.1017/s0003598x00115480.
- 2014 – Tucci, Antonino; Sayavongkhamdy, Thongsa; Chang, Nigel; Souksavatdy, Viengkeo (2014). "Ancient Copper Mining in Laos: Heterarchies, Incipient States or Post-State Anarchists?". Journal of Anthropology and Archaeology (بالإنجليزية). 2 (2). DOI:10.15640/jaa.v2n2a1. Archived from the original on 2023-05-21.
- Spengler, Robert N. (2015-09-01). "Agriculture in the Central Asian Bronze Age". Journal of World Prehistory (بالإنجليزية). 28 (3): 215–253. DOI:10.1007/s10963-015-9087-3. ISSN:1573-7802. Archived from the original on 1 نيسـان 2022. Retrieved 1 نيسـان 2022. {{استشهاد بدورية محكمة}}: تحقق من التاريخ في: |تاريخ الوصول= and |تاريخ أرشيف= (help)
- Kristiansen, Kristian (26 Nov 2015). "Connected Histories: the Dynamics of Bronze Age Interaction and Trade 1500–1100 BC". Proceedings of the Prehistoric Society (بالإنجليزية). 81: 361–392. DOI:10.1017/ppr.2015.17.
- Bertrand, L.; Jarrige, J.-F.; Réfrégiers, M.; Robbiola, L.; Séverin-Fabiani, T.; Mille, B.; Thoury, M. (15 Nov 2016). "High spatial dynamics-photoluminescence imaging reveals the metallurgy of the earliest lost-wax cast object". Nature Communications (بالإنجليزية). 7: 13356. Bibcode:2016NatCo...713356T. DOI:10.1038/ncomms13356. ISSN:2041-1723. PMC:5116070. PMID:27843139.
- University of Copenhagen (4 Apr 2017). "Steppe migrant thugs pacified by Stone Age farming women". ساينس ديلي (بالإنجليزية). Faculty of Science – University of Copenhagen. Archived from the original on 2023-06-23.
- 2019 – Narasimhan, Vagheesh M.; Patterson, Nick J.; Moorjani, Priya; Lazaridis, Iosif; Mark, Lipson; Mallick, Swapan; Rohland, Nadin; Bernardos, Rebecca; Kim, Alexander M. (2019). "The Genomic Formation of South and Central Asia" (PDF) (بالإنجليزية). DOI:10.1101/292581. Archived (PDF) from the original on 23 آذار 2022. Retrieved 1 نيسـان 2022. {{استشهاد بدورية محكمة}}: الاستشهاد بدورية محكمة يطلب |دورية محكمة= (help) and تحقق من التاريخ في: |تاريخ الوصول= (help)
- Cadet, Mélissa; Sayavongkhamdy, Thongsa; Souksavatdy, Viengkeo; Luangkhoth, Thonglith; Dillmann, Philippe; Cloquet, Christophe; Vernet, Justine; Piccardo, Paolo; Chang, Nigel; Edgar, John; Foy, Eddy (1 Sep 2019). "Laos' central role in Southeast Asian copper exchange networks: A multi-method study of bronzes from the Vilabouly Complex". Journal of Archaeological Science (بالإنجليزية). 109: 104988. DOI:10.1016/j.jas.2019.104988. ISSN:0305-4403. S2CID:202198294.
- Barras, Colin (27 Mar 2019). "Story of most murderous people of all time revealed in ancient DNA". نيو ساينتست (بالإنجليزية). Archived from the original on 2023-03-06.

2019 - Barras, Colin (27 Mar 2019). "Story of most murderous people of all time revealed in ancient DNA". نيو ساينتست (بالإنجليزية). Archived from the original on 2023-03-06.
- Herrmann, Virginia; Schloen, David; Morgan, Kathryn; Soldi, Sebastiano (2020). "Iron Age Urbanization and Middle Bronze Age Networks at Zincirli Höyük: Recent Results from the Chicago-Tübingen Excavations" (PDF) (بالإنجليزية). ASOR 2020 Annual Meeting. Archived from the original (PDF) on 27 تشرين الثاني 2020. {{استشهاد بدورية محكمة}}: الاستشهاد بدورية محكمة يطلب |دورية محكمة= (help) and تحقق من التاريخ في: |تاريخ أرشيف= (help)
- Lawler، Andrew (2010). "Insider - The New Bronze Age - Archaeology Magazine Archive". archaeology. archive.archaeology.org. ج. 63 ع. 1. مؤرشف من الأصل في 2018-04-12. اطلع عليه بتاريخ 2018-04-11.
- Cadet, Mélissa; Tereygeol, Florian; Sayavongkhamdy, Thongsa; Souksavatdy, Viengkeo; Luangkhoth, Thonglith; Chang, Nigel; Dillmann, Philippe; Pryce, T. O (1 Jun 2021). "Late prehistoric copper smelting in the Lao PDR: Experimental reconstruction based on the Vilabouly Complex evidence". Journal of Archaeological Science: Reports (بالإنجليزية). 37: 102932. DOI:10.1016/j.jasrep.2021.102932. ISSN:2352-409X. S2CID:233579386. Archived from the original on 2022-03-17.

بلغات أخرى
- Ahn, Jae-ho (2000). "Hanguk Nonggyeongsahoe-eui Seongnib (The Formation of Agricultural Society in Korea)". Hanguk Kogo-Hakbo (بالكورية). 43: 41–66.
- Mihovilić, Kristina; Hansel, Bernhard; Teržan, Biba (8 Jul 2020). "Fortifikacijski sistemi brončanodobnih naselja u Istri - koncepti i promjene" [أنظمة التحصين في مستوطنات العصر البرونزي في استريا - المفاهيم والتغييرات]. Archaeologia Adriatica (بالبوسنية). 12 (1). DOI:10.15291/archeo.3026. ISSN:1848-9281. Archived from the original on 2023-08-24.

##### الكتب(مرتبة حسب تاريخ النشر)
بالعربية
- روتن، مارغريت (1984). تاريخ بابل. دار منشورات عويدات. ص. 31–34. مؤرشف من الأصل في 2022-04-09.
- سليم، أحمد أمين (1989). دراسات في تاريخ الشرق الأدنى القديم مصر العراق إيران (ط. 1). دار النهضة العربية. OCLC:4770340399.
- هُيلَنْد، رُبِرت (2010). تاريخ العرب في جزيرة العرب - من العصر البرونزي إلى صدر الإسلام (3200 ق م-630 م). ترجمة: حسن، عدنان (ط. 1). بيروت: شركة قدمس للنشر والتوزيع.
- محاسيس، نجاة سليم محمود (1 يناير 2010). مفاتيح علم التاريخ (ط. 1). دار زهران للنشر والتوزيع. ISBN:9796500058795. مؤرشف من الأصل في 2023-07-31.
- شحيلات، علي؛ إلياس، عبد العزيز (1 يناير 2011). مختصر تاريخ العراق (تاريخ العراق القديم). دار الكتب العلمية. ج. 5. ص. 12–16. مؤرشف من الأصل في 2022-03-18. اطلع عليه بتاريخ 2022-03-18.
- ماهر، أحمد (1 يناير 2015). تاريخ مصر الفرعونية. Daralkotob. ISBN:978-977-6445-24-6. مؤرشف من الأصل في 2022-03-18. اطلع عليه بتاريخ 2022-03-18.
- الماجدي، خزعل (1 يناير 2017). تاريخ القدس القديم: منذ عصور ما قبل التاريخ حتى الاحتلال الروماني. دار غيداء للنشر. ISBN:9796500288796. مؤرشف من الأصل في 2023-08-02.
- بشروئي، سهيل؛ مسعودي، مرداد (21 مارس 2017). تراثنا الروحي: من بدايات التاريخ إلى الأديان المعاصرة. دار الساقي. ISBN:978-614-425-234-5. مؤرشف من الأصل في 2023-08-02.
- جابر، حسن محمد (2 ديسمبر 2021). من هم العرب. E-Kutub Ltd. ISBN:978-1-78058-635-9. مؤرشف من الأصل في 2023-07-24.

بالإنجليزية
- Buckingham, James Silk; Sterling, John; Maurice, Frederick Denison; Stebbing, Henry; Dilke, Charles Wentworth; Hervey, Thomas Kibble; Dixon, William Hepworth; Maccoll, Norman; Rendall, Vernon Horace (1868). The Athenaeum: A Journal of Literature, Science, the Fine Arts, Music, and the Drama (بالإنجليزية). J. Francis. Archived from the original on 2023-08-19.
- Dalton, Ormonde Maddock; Franks, Wollaston Franks (1905). The Treasure of the Oxus: With Other Objects from Ancient Persia and India ; Franks Bequest (بالإنجليزية). Trustees of the British Museum. pp. 12–16. Archived from the original on 2019-12-27.
- Possehl, Gregory L. (1986). Kulli: An Exploration of Ancient Civilization in Asia (بالإنجليزية). Carolina Academic Press. ISBN:978-0-89089-173-5. Archived from the original on 2022-03-18. Retrieved 2022-03-18.
- Gardiner, Alan Henderson (1961). Egypt of the Pharaohs: An Introduction (بالإنجليزية). Clarendon Press. ISBN:978-0-19-500267-6. Archived from the original on 2022-03-18. Retrieved 2022-03-18.
- Piggott, Stuart (1962). Prehistoric India to 1000 B.C. (بالإنجليزية). Cassell. ISBN:978-0-598-48956-2. Archived from the original on 2022-03-18. Retrieved 2022-03-18.
- Woolley, C.L. (1965). The Sumerians (بالإنجليزية). New York: W.W. Norton.
- Brunner, Christopher (1968). "Geographical and Administrative divisions: Settlements and Economy". In William Bayne Fisher; Ehsan Yarshater (eds.). The Cambridge History of Iran: The Seleucid, Parthian, and Sasanian periods (2) (بالإنجليزية). مطبعة جامعة كامبريدج. Vol. 3. p. 747. ISBN:978-0-521-24693-4. Archived from the original on 1 نيسـان 2022. Retrieved 1 نيسـان 2022. {{استشهاد بكتاب}}: تحقق من التاريخ في: |تاريخ الوصول= and |تاريخ أرشيف= (help)
- Grousset, Rene (1970). The Empire of the Steppes (بالإنجليزية). Rutgers University Press. pp. 29–31. ISBN:0-8135-1304-9. Archived from the original on 2020-02-02.
- 1975 - Bury, J. B.; Edwards, I E S; Gadd, C. J.; Boardman, John; Hammond, N. G. L. (1975). P. Mack Crew (ed.). The Cambridge Ancient History: c. 1800–1380 B.C. (بالإنجليزية) (3, revised ed.). Cambridge University Press. Vol. II, part 2: c. 1380–1000 B.C. p. 720. ISBN:978-0-521-08691-2.
- Herity, Michael; Eogan, George (1996). Ireland in prehistory (بالإنجليزية) (Reprinted ed.). London: Routledge. p. 114. ISBN:978-0-415-04889-7.
- O'Brien, W. (1997). Bronze Age Copper Mining in Britain and Ireland (بالإنجليزية). Shire Publications Ltd. ISBN:978-0-7478-0321-8.
- Sandars (1978). The Sea Peoples: warriors of the ancient Mediterranean (بالإنجليزية).
- Coles, John M.; Harding, A. F. (1979). The bronze age in Europe: an introduction to the prehistory of Europe, c. 2000–700 BC (بالإنجليزية) (illustrated ed.). لندن: Taylor & Francis. ISBN:978-0-416-70650-5.
- McAlpin, David W. (1981). Proto-Elamo-Dravidian: The Evidence and Its Implications (بالإنجليزية). American Philosophical Society. ISBN:9780871697134. Archived from the original on 2020-02-29.
- Trigger, Bruce G.; Kemp, B. J.; O'Connor, D.; Lloyd, A. B. (22 Sep 1983). Ancient Egypt: A Social History (بالإنجليزية). Cambridge University Press. ISBN:978-0-521-28427-1. Archived from the original on 2022-03-18. Retrieved 2022-03-18.
- Saggs, H. W. F. (1984). The might that was Assyria (بالإنجليزية). لندن: Sidgwick & Jackson. p. 24. ISBN:0-283-98961-0. OCLC:10569174. Archived from the original on 2022-03-21. Retrieved 2022-03-21.
- Lancaster, H.O. (1990). "Expectations of life: A study in the demography, statistics, and history of world mortality" (بالإنجليزية). نيويورك (توضيح): Springer-Verlag. DOI:10.1007/978-1-4612-1003-0. Archived from the original on 2023-08-24.
- Eckert, Carter J.; Lee, Ki-Baik; Lew, Young Ick; Robinson, Michael; Wagner, Edward W. (1990). Korea, Old and New: A History (بالإنجليزية). ISBN:978-0962771309.
- Taylor, Keith Weller (1991). The Birth of Vietnam (بالإنجليزية). University of California Press. ISBN:978-0520074170. Archived from the original on 2022-05-05.
- Roux, Georges (1992). Ancient Iraq (بالإنجليزية). ISBN:978-0-14-193825-7. OCLC:1003999632. Archived from the original on 2021-07-16.
- Shaughnessy, Edward L. (8 Jan 1992). Sources of Western Zhou History (بالإنجليزية). University of California Press. ISBN:978-0-520-91022-5. Archived from the original on 2023-08-19.
- Drews, Robert (1993). The End of the Bronze Age: Changes in Warfare and the Catastrophe Ca. 1200 B.C. (بالإنجليزية). Princeton University Press. ISBN:978-0-691-02591-9. Archived from the original on 2017-10-14.
- Creevey, Bradley (1994). The Forest Resources of Bronze Age Cyprus (بالإنجليزية). University of Newcastle. Archived from the original on 2023-08-23.
- Kuhrt, Amélie (1995). The Ancient Near East, C. 3000-330 BC (بالإنجليزية). Psychology Press. ISBN:978-0-415-16763-5. Archived from the original on 2023-07-26.
- Wu, Hung (1995). Monumentality in early Chinese art and architecture (بالإنجليزية). Stanford, Calif: Stanford University Press. ISBN:978-0-8047-2428-9.
- Drews, Robert (1995). The end of the Bronze Age: changes in warfare and the catastrophe of ca. 1200 B.C (بالإنجليزية) (4., print., 1. paperback print ed.). Princeton, NJ: Princeton Univ. Press. ISBN:978-0-691-02591-9.
- Rackham, Oliver; Moody, Jennifer (1996). The Making of the Cretan Landscape (بالإنجليزية). Manchester University Press. ISBN:978-0-7190-3647-7. Archived from the original on 2022-06-04.
- Kuhrt, Amélie (1997). The ancient Near East, c. 3000-330 BC (بالإنجليزية). Routledge. Vol. 1. ISBN:0-415-16763-9. Archived from the original on 2018-05-18. Retrieved 2022-03-18.
- Swiny, Stuart, ed. (1997). Res maritimae: Cyprus and the Eastern Mediterranean from prehistory to late antiquity: proceedings of the second International Symposium "Cities on the Sea", Nicosia, Cyprus, October 18 - 22, 1994. Cyprus American Archaeological Research Institute monograph series (بالإنجليزية). أتلانتا، جورجيا: Scholars Press. ISBN:978-0-7885-0393-1.
- Pearce, Mark (1 Dec 1998). "New research on the terramare of northern Italy". Antiquity (بالإنجليزية). 72 (278): 743–746. DOI:10.1017/S0003598X00087317. S2CID:160050623.* Waddell, John (1998). The Prehistoric Archaeology of Ireland (بالإنجليزية). غالواي: Galway University Press. Archived from the original on 2023-07-31.
- Watson, Wilfred (1999). Handbook of Ugaritic Studies (بالإنجليزية). ISBN:9789004109889. Archived from the original on 2022-03-18.
- Potts, D.S (1999). The Archaeology of Elam: Formation and Transformation of an Ancient Iranian State (Cambridge World Archaeology) (بالإنجليزية) (2nd ed.). Cambridge University Press. ISBN:9780521564960. Archived from the original on 2020-02-29.
- Masson, V.M (1999). "The Bronze Age in Khorasan and Transoxiana". In Dani, Ahmad Hasan; Masson, Vadim Mikhaĭlovich (eds.). History of Civilizations of Central Asia, volume 1: The dawn of civilization: earliest times to 700 BC (بالإنجليزية). Motilal Banarsidass Publ. ISBN:978-81-208-1407-3. Archived from the original on 2022-03-18. Retrieved 2022-03-18.
- Keel, Othmar; Uehlinger, Christoph (1998). Gods, Goddesses, And Images of God (بالإنجليزية). Bloomsbury Academic. p. 17. ISBN:978-0-567-08591-7. Archived from the original on 2022-03-18. Retrieved 2022-03-18.
- Watson, Wilfred G. E.; Wyatt, Nicolas (1 Jan 1999). Handbook of Ugaritic Studies (بالإنجليزية). BRILL. ISBN:978-90-04-10988-9. Archived from the original on 2022-03-18. Retrieved 2022-03-18.
- المعرض الوطني الأمريكي للفنون (1999). The Golden Age of Chinese Archaeology (PDF) (بالإنجليزية). المعرض الوطني الأمريكي للفنون. Archived from the original (PDF) on 2021-05-11. Retrieved 2023-08-23.
- Bienkowski, Piotr; Millard, Alan Ralph (2000). Dictionary of the Ancient Near East (بالإنجليزية). دار نشر جامعة بنسلفانيا  [لغات أخرى]‏. ISBN:978-0-8122-3557-9. Archived from the original on 2023-07-26.{{استشهاد بكتاب}}:  صيانة الاستشهاد: علامات ترقيم زائدة (link)
- Hansen, Mogens Herman (2000). A Comparative Study of Thirty City-state Cultures: An Investigation (بالإنجليزية). Kgl. Danske Videnskabernes Selskab. ISBN:978-87-7876-177-4. Archived from the original on 2022-03-18. Retrieved 2022-03-18.
- Shaw, Ian, ed. (2000). The Oxford History of Ancient Egypt (بالإنجليزية). Oxford University Press. ISBN:978-0-19-815034-3.
- Mogens, Herman Hansen (2000). A Comparative Study of Thirty City-state Cultures: An Investigation, Volume 21 (بالإنجليزية). p. 57. ISBN:9788778761774. Archived from the original on 2015-06-20. Retrieved 2015-06-05.
- 2000 – Lipiński, Edward (2000). The Aramaeans: Their Ancient History, Culture, Religion (بالإنجليزية). Leuven: Peeters Publishers. ISBN:9789042908598. Archived from the original on 2020-12-02. Retrieved 2022-03-18.
- Redford, Donald B. (2001). The Oxford Encyclopedia of Ancient Egypt: Set (بالإنجليزية). Oxford University Press, Incorporated. p. 526. ISBN:978-0-19-510234-5. Archived from the original on 2022-03-18. Retrieved 2022-03-18.
- 2002 – Possehl, Gregory L. (2002). "The middle Asian interaction sphere". The Indus Civilization: A Contemporary Perspective (بالإنجليزية). Rowman Altamira. pp. 215–232. ISBN:978-0-7591-0172-2. Archived from the original on 1 نيسـان 2022. Retrieved 1 نيسـان 2022. {{استشهاد بكتاب}}: تحقق من التاريخ في: |تاريخ الوصول= and |تاريخ أرشيف= (help)
- Higham, Charles (2004). Encyclopedia of ancient Asian civilizations (بالإنجليزية). Infobase Publishing. p. 200. ISBN:978-0-8160-4640-9.
- Castleden, Rodney (2005). The Mycenaeans (بالإنجليزية). Routledge. pp. 202–203. ISBN:9781134227822. Archived from the original on 2022-03-08.
- Liu, Li (2005). The Chinese Neolithic: Trajectories to Early States. New Studies in Archaeology (بالإنجليزية). كامبريدج: مطبعة جامعة كامبريدج. DOI:10.1017/cbo9780511489624. ISBN:978-0-521-81184-2. Archived from the original on 2022-10-10.
- Timberlake, S.; Prag, A.J.N.W. (2005). The Archaeology of Alderley Edge: Survey, excavation and experiment in an ancient mining landscape (بالإنجليزية). أكسفورد: John and Erica Hedges Ltd. p. 396. DOI:10.30861/9781841717159. ISBN:978-1841717159.
- McClellan, James E.; Dorn, Harold (2006). Science and technology in world history: an introduction (بالإنجليزية) (2 ed.). بالتيمور: Johns Hopkins Univ. Press. ISBN:978-0-8018-8360-6. Archived from the original on 2023-02-21.
- Kohl, Philip L. (2007). The Making of Bronze Age Eurasia. Cambridge World Archaeology (بالإنجليزية). Cambridge: Cambridge University Press. ISBN:978-0-521-84780-3. Archived from the original on 2022-12-31.
- Childs, S. Terry (2008). "Metallurgy in Africa". In Selin, Helaine (ed.). Encyclopaedia of the History of Science, Technology, and Medicine in Non-Western Cultures (بالإنجليزية). Netherlands: Springer. pp. 1596–1601. DOI:10.1007/978-1-4020-4425-0_8776. ISBN:978-1-4020-4425-0.
- Barbatti, Bruno (2008). Berber Carpets of Morocco: The Symbols Origin and Meaning (بالإنجليزية). www.acr-edition.com. ISBN:978-2-86770-184-9. Archived from the original on 2023-08-03.
- McIntosh, Jane (2008). The Ancient Indus Valley: New Perspectives (بالإنجليزية). أي بي سي-كليو. ISBN:978-1-57607-907-2. Archived from the original on 2023-03-26.
- Tabor, Richard (2008). Cadbury Castle: A hillfort and landscapes (بالإنجليزية). Stroud: The History Press. pp. 61–69. ISBN:978-0-7524-4715-5.
- Ó Cróinín, Dáibhí, ed. (2008). A new history of Ireland. 1: Prehistoric and early Ireland / ed. by Dáibhí Ó Cróinín (بالإنجليزية) (1 ed.). Oxford: Oxford Univ. Press. ISBN:978-0-19-821737-4.
- Sowada, .N Karin (2009). Egypt in the Eastern mediterranean during the Old Kingdom : an archaeological perspective (بالإنجليزية). Academic Press. ISBN:978-3-7278-1649-9. OCLC:369133853. Archived from the original on 2022-03-18. Retrieved 2022-03-18.
- Bard, Kathryn A. (2009). An introduction to the archaeology of ancient Egypt (بالإنجليزية) (1 ed.). Malden, Mass.: Blackwell. ISBN:978-1-4051-1148-5. OCLC:798943456.
- Morenz, Ludwig D.; Popko, Lutz (2010). "The Second Intermediate Period and the New Kingdom". In Lloyd, Alan B. (ed.). A Companion to Ancient Egypt (بالإنجليزية). Wiley-Blackwell. Vol. 1. pp. 101–119. ISBN:9781444320060.
- Martini, I. Peter (2010). Landscapes and Societies: Selected Cases (بالإنجليزية). شبرينغر. p. 310. ISBN:978-90-481-9412-4.
- Wright, Rita P. (2010). The Ancient Indus: Urbanism, Economy, and Society (بالإنجليزية). Cambridge University Press. pp. 115–125. ISBN:978-0-521-57219-4. Archived from the original on 2023-03-30.
- Beckman, Gary M.; Bryce, Trevor; Cline, Eric H., eds. (2011). The Ahhiyawa texts. Writings from the ancient world (بالإنجليزية). Atlanta, Ga: Society of Biblical Literature. ISBN:978-1-58983-268-8.
- Van De Mieroop, Marc (2011). A History of Ancient Egypt (بالإنجليزية) (1st ed.). Chichester, West Sussex, UK: Wiley-Blackwell. ISBN:978-1-4051-6070-4.
- Cunliffe, Barry (26 Apr 2011). Europe between the oceans : themes and variations, 9000 BC-AD 1000 (بالإنجليزية) (1 ed.). مطبعة جامعة ييل. pp. 254–258. ISBN:978-0-300-17086-3.
- 2012 – Neer, Richard T. (2012). Greek Art and Archaeology (بالإنجليزية). New York: Thames and Hudson Inc. ISBN:978-0-500-28877-1.
- Seri, Andrea (30 Mar 2012). Local Power in Old Babylonian Mesopotamia (Studies in Egyptology and the Ancient Near East) (بالإنجليزية). Equinox Publishing. ISBN:978-1908049001.
- 2011 – Lambert, Wilfred G. (27 Jul 2011). Babylon: Origins (بالإنجليزية). De Gruyter. DOI:10.1515/9783110222128.71. ISBN:978-3-11-022212-8. Archived from the original on 2022-03-01. Retrieved 2022-03-21.
- Killebrew, Ann E. (2013). The Philistines and Other "Sea Peoples" in Text and Archaeology (بالإنجليزية). Society of Biblical Lit. Vol. 15. ISBN:978-1-58983-721-8. Archived from the original on 2015-09-03. Retrieved 2015-06-20.
- Malek, Jaromir (2003). "The Old Kingdom (c. 2686–2160 BC)". In Shaw, Ian (ed.). The Oxford history of ancient Egypt (بالإنجليزية) (1 ed.). Oxford: دار نشر جامعة أكسفورد. ISBN:978-0-19-280458-7.
- Thorp, Robert L. (2013). China in the Early Bronze Age: Shang Civilization (بالإنجليزية). University of Pennsylvania Press.
- 2013  Mizoguchi, Koji (2013). The Archaeology of Japan: From the Earliest Rice Farming Villages to the Rise of the State (بالإنجليزية). Cambridge University Press. pp. 35–36. ISBN:978-0-521-88490-7.
- Ahmed, Mukhtar (25 Oct 2014). Ancient Pakistan - an Archaeological History: Volume III: Harappan Civilization - the Material Culture (بالإنجليزية). Amazon. ISBN:978-1-4959-6643-9. Archived from the original on 2023-08-03.
- Davies, O. (30 Oct 2014). West Africa Before the Europeans: Archaeology & Prehistory (بالإنجليزية). Routledge. ISBN:978-1-317-60532-4. Archived from the original on 2023-08-03.
- Lockard, Craig A. (16 Jun 2014). Societies, Networks, and Transitions: A Global History (بالإنجليزية). Cengage Learning. ISBN:978-1-305-17707-9. Archived from the original on 2023-08-23.
- Gzella, Holger (2015). A Cultural History of Aramaic: From the Beginnings to the Advent of Islam (بالإنجليزية). Leiden-بوسطن: Brill. ISBN:9789004285101. Archived from the original on 2020-12-07. Retrieved 2022-03-18.
- Bryce, Trevor (2005). The Kingdom of the Hittites (بالإنجليزية). دار نشر جامعة أكسفورد. pp. 184–188.
- Starr, S. Frederick (2015-06-02). Lost Enlightenment: Central Asia's Golden Age from the Arab Conquest to Tamerlane (بالإنجليزية). دار نشر جامعة برنستون. p. 73. ISBN:978-0-691-16585-1. Archived from the original on 1 نيسـان 2022. Retrieved 1 نيسـان 2022. {{استشهاد بكتاب}}: تحقق من التاريخ في: |تاريخ الوصول= and |تاريخ أرشيف= (help)
- Younger, Kenneth Lawson (2016). A Political History of the Arameans: From Their Origins to the End of Their Polities (بالإنجليزية). أتلانتا: SBL Press. ISBN:9781628370843. Archived from the original on 2020-12-02. Retrieved 2022-03-18.
- Vidale, Massimo (21 Jun 2017). Treasures from the Oxus: The Art and Civilization of Central Asia (بالإنجليزية). Bloomsbury Publishing. ISBN:978-1-83860-976-4. Archived from the original on 2023-03-26.
- Vidale, Massimo (2017). Treasures from the Oxus : the art and civilization of Central Asia (بالإنجليزية). لندن. pp. 8–10 والجدول 1. ISBN:978-1-83860-976-4. OCLC:1099790680. Archived from the original on 1 نيسـان 2022. Retrieved 1 نيسـان 2022. {{استشهاد بكتاب}}: تحقق من التاريخ في: |تاريخ الوصول= and |تاريخ أرشيف= (help)صيانة الاستشهاد: مكان بدون ناشر (link)
- de Blois, Lukas; Spek, R. J. van der (2019). An Introduction to the Ancient World (بالإنجليزية). Routledge/Taylor & Francis Group. ISBN:978-0-8153-7241-7. Archived from the original on 2022-03-18. Retrieved 2022-03-18.
- Dyson, Tim (2018). A Population History of India: From the First Modern People to the Present Day (بالإنجليزية). دار نشر جامعة أكسفورد. ISBN:978-0-19-882905-8. Archived from the original on 2022-05-05.

بلغات أخرى
- Raffaele de Marinis (1988). Liguri e Celto-Liguri in Italia. Omniun terrarum alumna, Garzanti-Scheiwille (بالإيطالية).
- Agnoletto, Attilio (1992). San Giorgio su Legnano : storia, società, ambiante (بالإيطالية).
- Ambrosetti, Juan Bautista (26 Jan 2009). Arqueologia Argentina/ Argentine Archaeology: El Bronce En La Region Calchaqui/ Bronze in the Calchaqui Region (بالإسبانية). Kessinger Publishing. ISBN:978-1-104-01795-8. Archived from the original on 2023-08-25.
- André-Salvini, Béatrice (2012). Babylone (بالفرنسية) (3e éd. mise à jour ed.). باريس: Presses universitaires de France. pp. 28–29. ISBN:978-2-13-059143-6. OCLC:793483730. Archived from the original on 2022-03-21. Retrieved 2022-03-21.

ويب
- Jason, Urbanus (Nov 2019). "The Wrath of the Hittites - Archaeology Magazine". www.archaeology.org (بالإنجليزية). Archived from the original on 2021-01-25. Retrieved 2022-03-18.
- "History of Europe - Bronze Age, Iron Age, Migration Periods". موسوعة بريتانيكا (بالإنجليزية). Archived from the original on 2023-06-02. Retrieved 2023-07-18.
- معهد ويذرهيد لشرق آسيا. "1000 BC to 300 AD: Korea". Asia for Educators (بالإنجليزية). جامعة كولومبيا. Archived from the original on 2011-10-12. Retrieved 2016-09-24.
- موقع التاريخ الكوري. "Bronze Age Korea". KoreanHistory.info (بالإنجليزية). Archived from the original on 2023-02-03.
- Keally, Charles T. (3 Jun 2006). "Yayoi Culture". Japanese Archaeology (بالإنجليزية). Charles T. Keally. Archived from the original on 2022-11-16. Retrieved 2010-03-19.
- Myanmar travel information (2007). "Nyaunggan City – Archaeological Sites in Myanmar" (بالإنجليزية). Myanmartravelinformation.com. Archived from the original on 2007-09-27. Retrieved 2016-09-24.
- Ancient Treasures. "Gold treasure from Dabene. Ancient Civilization from 3th millennium BC". Ancient-Treasure.info (بالإنجليزية). Archived from the original on 2023-07-30. Retrieved 2023-08-23.
- ANSEDE، MANUEL (4 أكتوبر 2018). "The invasion that wiped out every man from Spain 4,500 years ago". إل باييس. مؤرشف من الأصل في 2023-03-07.
- Ilin-Tomich, Alexander (2016). "Second Intermediate Period". In Wendrich, Willeke; et al. (eds.). UCLA Encyclopedia of Egyptology (بالإنجليزية).